# 南特
南特（法語：Nantes，發音：[nɑ̃t] ⓘ），法国西部城市，卢瓦尔河地区大区大西洋卢瓦尔省的一个市镇，同时也是该省省会和大区首府，下辖南特区，其市镇面积为65.19平方公里，2022年1月1日时人口数量为325,070人，在法国市镇中排名第6位，其所在的城市公共社区已于2015年升级为都会区。
南特位于大西洋卢瓦尔省中南部，卢瓦尔河畔，历史悠久，是法国艺术与历史之城，早在高卢时期就已形成集镇，中世纪时长期被布列塔尼人统治，后因亨利四世在此颁布《南特敕令》而闻名。南特在近代黑奴三角贸易中是西欧重要的通商口岸，由此获得大量财富。20世纪20年代的河流改造工程为南特提供了新的建设用地，同时也基本奠定形成了南特的现代城市框架。
南特是法国西部人口最多的城市，是这一地区的政治、经济、文化、医疗和科教中心，同时也是一个水陆空俱全的综合性交通枢纽。二战后，南特成为法国可持续发展模范城市之一，南特岛的综合开发与治理是法国城市规划当中的重要正面案例。1985年，法国首个现代有轨电车系统在南特建成。2013年，南特获得了由欧盟颁发的欧洲绿色首都奖，成为法国首个获得此荣誉的城市。

## 地名来源
“南特”一名来源于其先古时期在此活动的南内特人，后者为高卢的一支部落，其活动中心区域靠近现代南特城。
罗马人入侵后，凯撒大帝将此地称为“波尔图斯南内图姆”（Portus Namnetum），意为“南内特人的港口”（法語：le port des Namnètes）。而托勒密则在其著作中将波尔图斯南纳图姆称为“孔德温库姆”，但这一名称并没有出现在《波伊廷格古地图》中。公元3世纪后，随着西罗马帝国的日趋衰落，“孔德温库姆”一名逐渐淡出使用。

## 历史

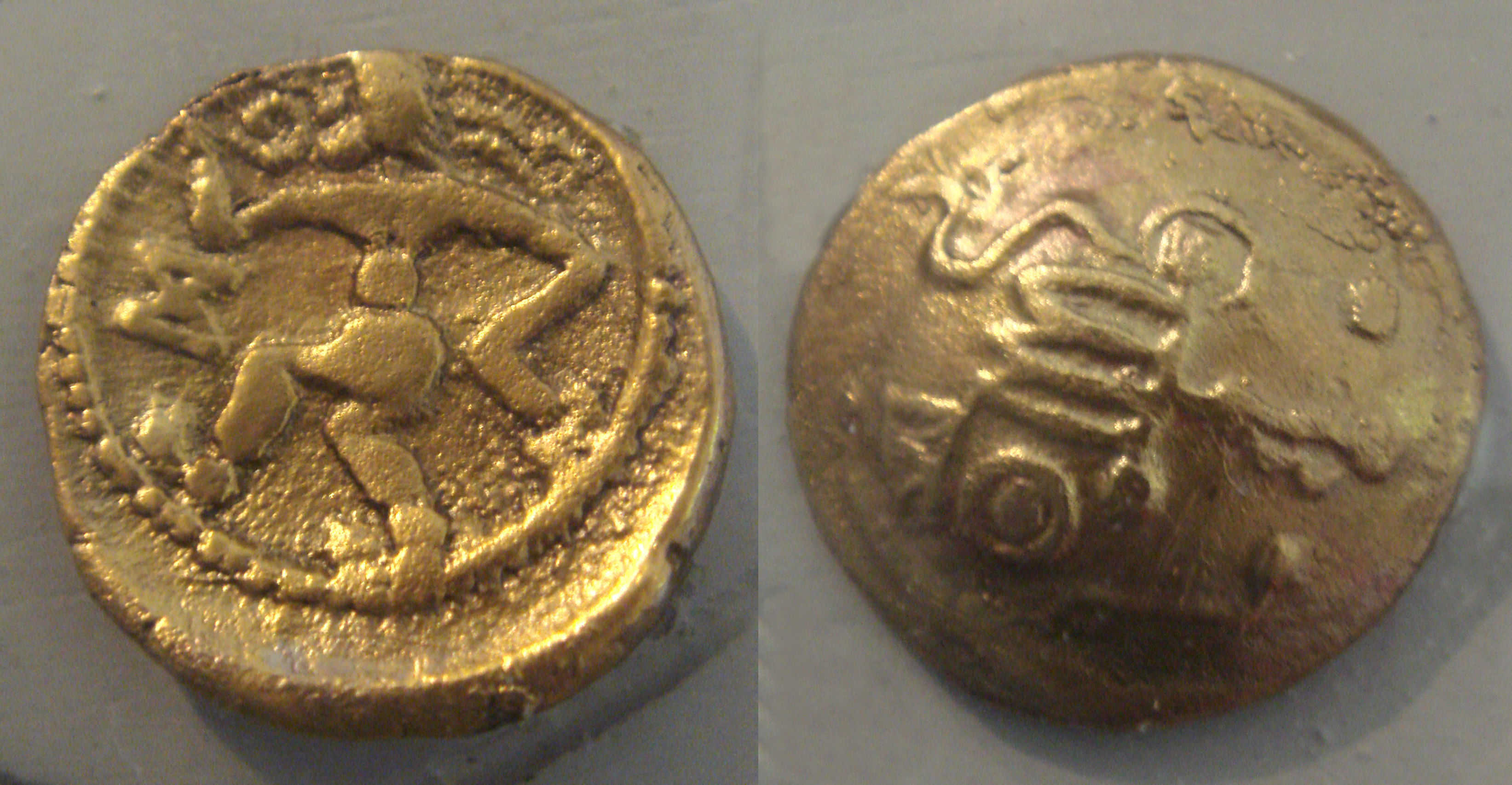
南内特钱币

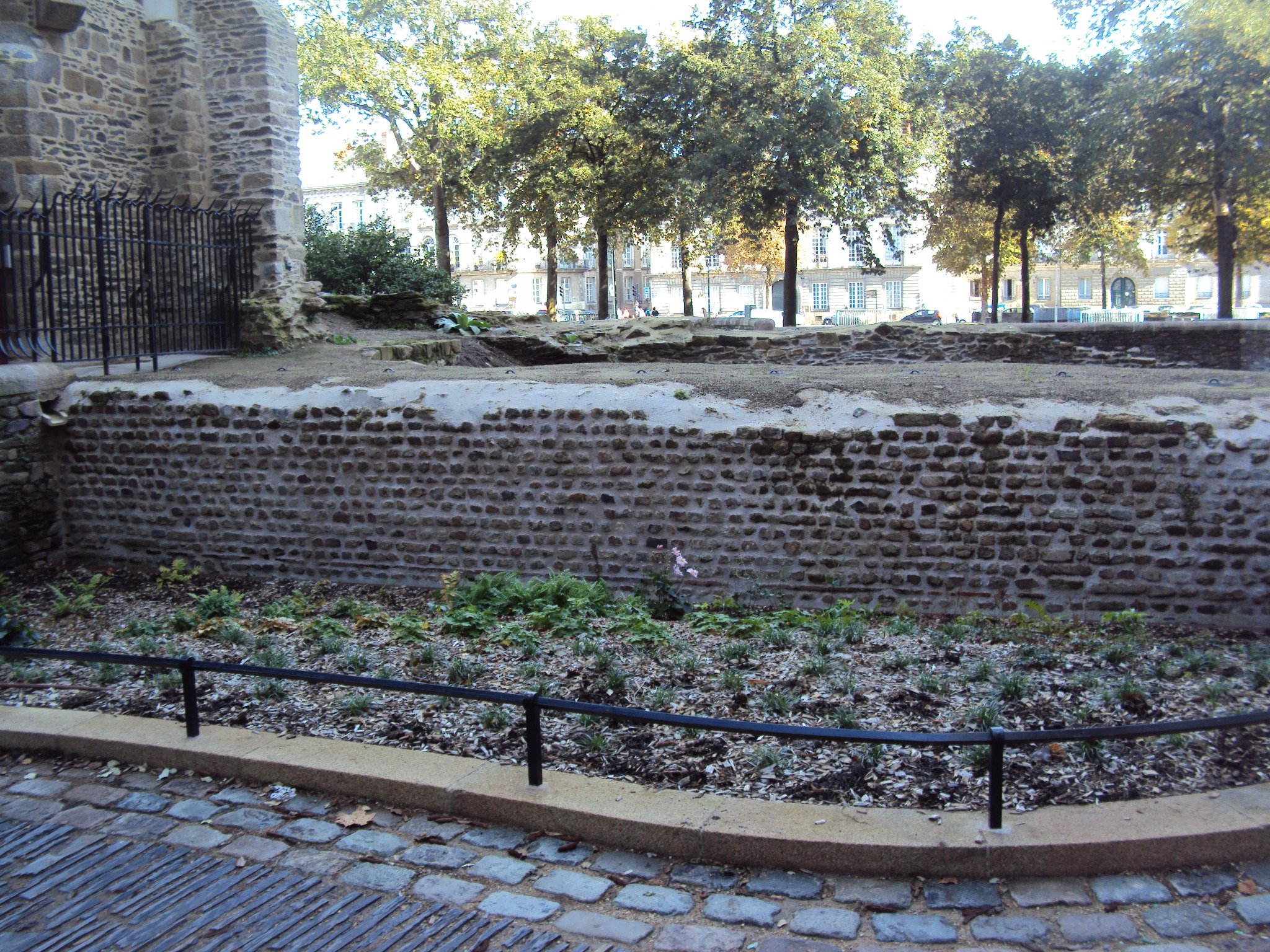
南特罗马城墙旧址

### 先古时期
南特附近出土的文物表明这一地区早在新石器时代就已出现人类活动，至青铜时代时人类活动变得频繁，铁器时代时则逐渐形成集镇。根据当地史学家的推断，现代南特城所处的卢瓦尔河与埃德尔河交汇处因地势平坦、地理位置重要而成为的港口和集镇，早期为凯尔特人的领地，后被高卢部落占领，形成南内特人。古希腊地理学家波利比烏斯在其著作中将包括南特在内的卢瓦尔河口地区称为“科尔比洛”，然而另一位地理学家斯特拉波则认为“科尔比洛”可能并非指代卢瓦尔河口地区，并在其《地理学》中对此加以描述。

### 罗马时期
罗马人入侵后，卢瓦尔河下游成为了阿基坦和卢格敦高卢的分界线，其中河流左岸形成了拉蒂亚图姆，成为阿基坦地区的一个重要港口；而南特所在的右岸则成为波尔图斯南纳图姆（又称“孔德温库姆”），与拉蒂亚图姆相望。由于波尔图斯南纳图姆所处的北岸人口更加密集，故其吸引了更多的居民。公元270年，南特受到了外敌的入侵，战后，当地执政者主持修建了城墙，其周长1.66公里，墙内面积达1.6公顷，是彼时高卢地区规模最大的城墙之一。公元4世纪后，南特受到越来越多的海盗袭击，维京人、凱爾特布立吞人、弗里斯兰人和阿勒曼尼人先后入侵和占领了这一地区。

### 中世纪

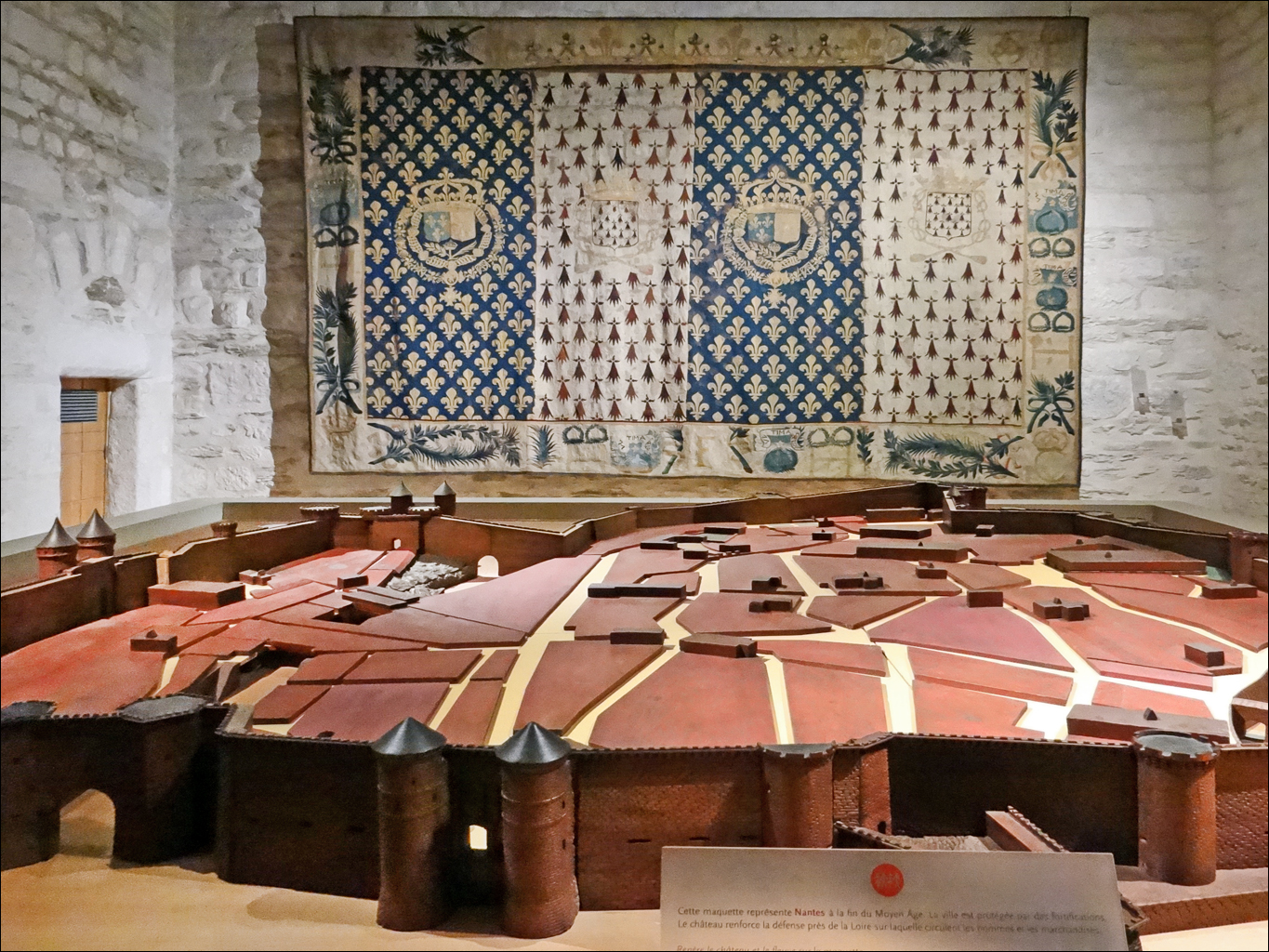
中世纪南特城市沙盘

公元5世纪末，克洛维一世率领法兰克军队攻占高卢，在486年的苏瓦松战役中战胜了夏克立乌斯，包括南特在内的卢瓦尔河北岸大部分区域建为紐斯特利亞，自490年起成为法兰克王国的一部分。公元6世纪末起，南特地区长期被布列塔尼人攻占。尽管后者并未获得管理实权，但其借助卢瓦尔河水运之便，将南特作为这一地区的重要港口，与北欧以及不列颠长期展开贸易合作，使得南特成为重要的商业中心。公元753年，矮子丕平在攻占瓦讷后将这一地区划为“布列塔尼边境管理区”，作为法兰克王国与布列塔尼人之间的分界线。公元8世纪末，南特成为法兰克王国的一个伯国，居伊于公元786年成为其首任主教。公元9世纪初，法兰克人的旁支、当地的封建贵族维多尼德家族逐渐获得南特地区的掌控权，公元851年6月25日，家族成员南特的朗贝尔二世在皮赛地区丰特努瓦战役中杀害了南特主教里昆，后投奔布列塔尼国王诺米诺埃。公元851年，法兰克国王秃头查理与布列塔尼国王埃里斯波埃签订《昂热合约》（La paix d'Angers），南特正式成为布列塔尼的一部分，南特伯国也改属布列塔尼王国。
公元907年，维京海盗入侵布列塔尼半岛，卡佩国王罗贝尔一世率兵征战，但公元919年布列塔尼再次被海盗入侵，使得南特伯爵失去了控制实权，直到939年，布列塔尼公爵阿兰·巴尔伯托特在特朗战役中打败了维京军队，南特才重回布列塔尼，其逝世后葬于南特圣母教堂中。
公元10世纪末至12世纪初，雷恩家族和安茹王国长期在南特地区的继承问题上产生分歧，而维京人对南特的侵略依旧时常发生。在路易六世的支持下，布列塔尼的科南三世在抵御海盗的战争中取得关键性胜利，至12世纪中期，布列塔尼基本确立了南特的归属权。
公元14世纪布列塔尼继承战争后，南特地区的政治环境趋于稳定。借助卢瓦尔河之便，该市逐渐发展成为布列塔尼的商业和经济中心，布列塔尼的弗朗索瓦二世将原有的位于南特市中心的“新塔”扩张成为布列塔尼公爵城堡，巩固了布列塔尼在南特的统治地位；而当地的执政者皮埃尔·朗代和贵族纪尧姆·肖万则主持创办了南特大学和南特手工印刷厂，至15世纪中期，南特已成为卢瓦尔河地区重要的文化中心。
1514年1月，布列塔尼女公爵、法兰西王后布列塔尼的安妮逝世，布列塔尼陷入重大继承危机，最终于1532年并入法兰西王国，成为一个行省。尽管行省首府位于雷恩，但南特仍保留了多个行政机构，包括布列塔尼财务所等，布列塔尼地区由此形成了南特和雷恩双中心共存的局面。

### 近代

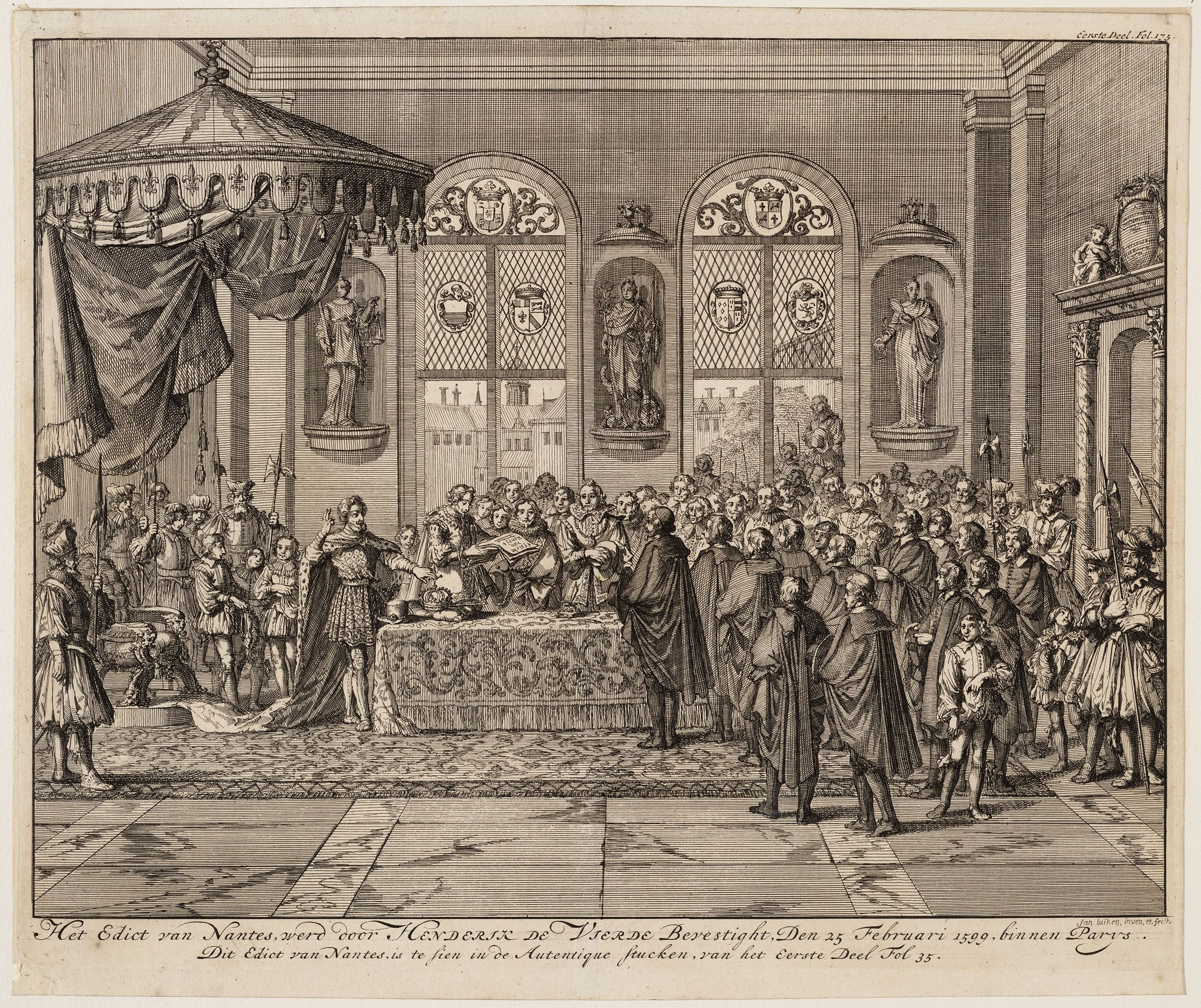
亨利四世签署《南特敕令》

宗教战争期间，南特因相对温和的政策而容纳了大批新教徒。1598年4月，法兰西国王亨利四世在此签署了《南特敕令》，宣布新教在法国境内的合法地位，由此使得法国宗教战争告一段落。
17世纪后，随着海上贸易的发展，南特已成为卢瓦尔河下游重要的港口，并吸引了来自西班牙、荷兰、意大利等地大批商人。伴随着人口的增加，南特城市也不断向外扩张，格洛里耶特岛以及南特西部地区开始出现居民建筑。
南特在18世纪的黑奴贸易中成为西欧重要的物资转运港口，并从中获得巨大的财富。1749年，南特港进口物资数量超过9,000吨，成为三角贸易中最大的口岸之一。直到19世纪初，法国失去了北美大片殖民地，南特黑奴贸易才逐渐结束。1815年，拿破仑一世起草《黑奴贸易废除条例》，宣布黑奴贸易违法，并在《1831年3月4日法案》中将黑奴贸易定性为犯罪。
法国大革命期间，位于南特南部的旺代地区发生了严重的叛乱，保皇派首领雅克·卡特利诺率兵与共和派领袖让-巴蒂斯特-卡米耶·德·康克洛在南特发生战役，造成双方超过1,800名士兵身亡，是法国大革命期间伤亡最严重的战役之一。战后，为了镇压保皇派势力，政治家让-巴蒂斯特·卡里耶下令搜查南特全城，超过1.2万名“造反分子”被捕，其中约八千人被处死，南特由此成为法国大革命中影响最严重的城市之一。
工业革命时期，南特的交通得到快速发展。通向南特的首条铁路于1851年建成通车，这条铁路沿卢瓦尔河逆流而上，可直通巴黎及西欧腹地，其替代了卢瓦尔河的水运功能，亦使得南特成为重要的水陆联运码头。该铁路由巴黎-奥尔良铁路公司修建和运营，故其南特一端的铁路车站被命名为“南特-奥尔良站”（Gare de Nantes-Orléans），而对应的法国国有铁路公司则建成了前往桑特方向的铁路，后者在南特境内的起点站位于格洛里耶特岛上，被称为“南特国家站”（Gare de Nantes-l'État）。伴随着交通的发展，南特成为了法国西部重要的工商业中心，出现了纺织、食品、医药、机械等多个领域的企业；同时南特也逐渐成为了信息和通讯中心，总部位于南特的《布列塔尼联合报》是当时法国发行量最大的地方性报刊之一。

### 现代

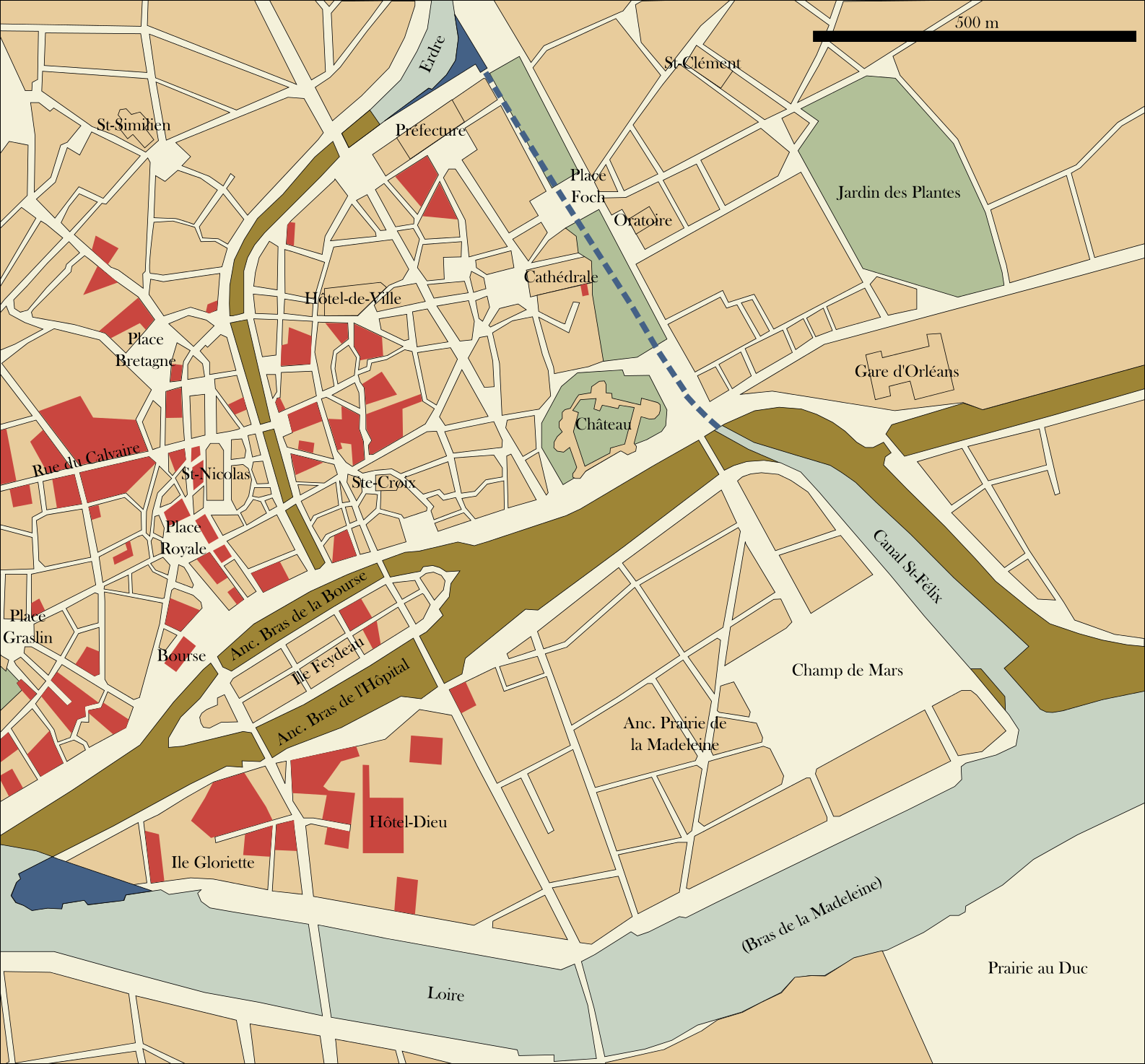
南特河流改造工程

1908年，卢瓦尔河畔尚特奈和杜隆两个市镇整体合并入南特。
20世纪20年代，由于城市扩张，南特执政者决定卢瓦尔河南特段改造工程，将围绕费多岛四周的陆地填平，与之相邻的格洛里耶特岛也由此成为半岛，并将埃德尔河引入圣费利克斯运河中使其与卢瓦尔河交汇，而卢瓦尔河干流则通过左侧新开辟的皮尔米勒水道（Bras de Pirmil）过境，由此形成了新的河心岛——南特岛，南特因此而被称为“西部威尼斯”（Venise de l'Ouest）。该工程为南特市区提供了新的建设土地，南特城市南北向主轴“五十名人质路”由此形成。
第二次世界大战期间，南特被纳粹德军占领，后期联军在1943年9月组织对纳粹在南特境内建立的港口等设施进行了轰炸，使得当地1,463名居民身亡，并造成市区内部分建筑被破坏。二战后，南特逐渐成为一座科教城市，在法国大革命期间被关闭的南特大学于1962年重新开办。随着人口的增加，南特市区范围向四周扩张，并出现了多处柯布西耶式的集中式居民区。1985年，法国首条现代有轨电车线路在南特建成运营。1998年，南特成为世界杯的分会场。2013年，南特获得欧洲绿色首都奖。

## 地理

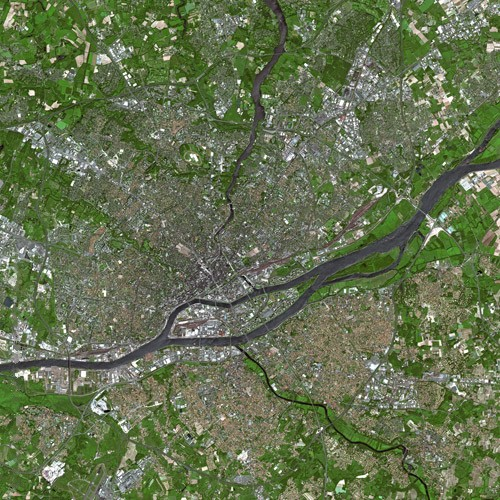
南特卫星图

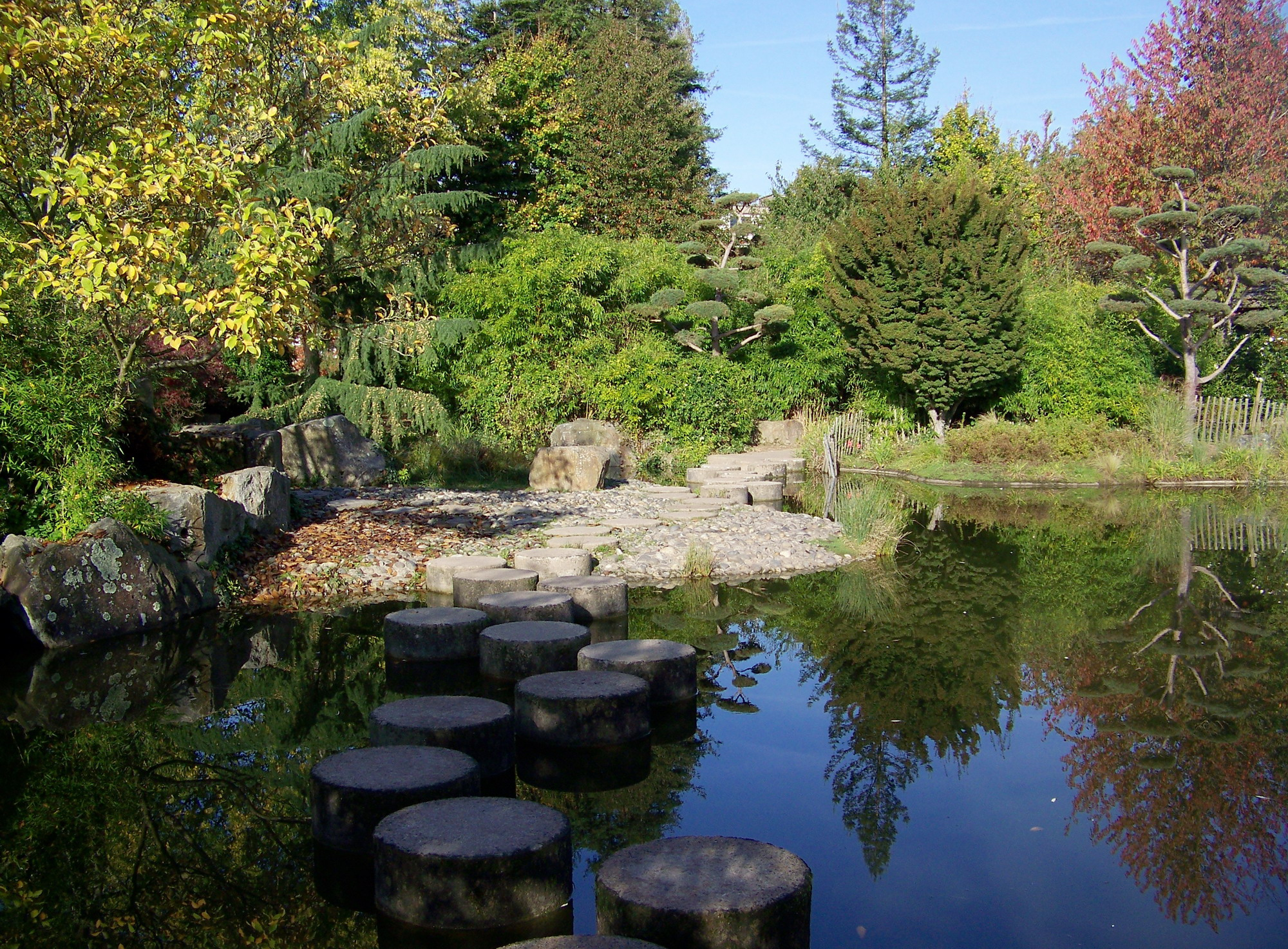
南特市中心的一处城市绿地

南特位于法国西部，卢瓦尔河地区大区西部和大西洋卢瓦尔省中南部，距离法国首都巴黎大约342公里。与南特接壤的市镇包括：勒泽、卢瓦尔河畔圣塞巴斯蒂安、奧爾沃、埃德尔河畔拉沙佩勒、卡尔克富、卢瓦尔河畔圣吕斯、下古莱讷、韦尔图、布格奈、聖埃爾布蘭、特雷利耶尔。

### 地形
南特位于卢瓦尔河冲积平原腹地，境内地势平坦，市区自卢瓦尔河岸向北略有抬升，全境海拔在2到52米之间。

### 地质
南特市区所处的卢瓦尔河口在中新世以前为一片海域，地质史上称其为法兰海，现代则是法国本土最大的冲积平原之一，其地表主要覆盖有现代河流冲积物。

### 水文
南特位于卢瓦尔河畔，该河是法国第一长河，在南特附近形成了多个河心岛，其中南特岛面积达4.6平方公里，该岛自二战后得到大规模开发，现已成为重要的商务及现代办公区域。
卢瓦尔河的三条一级支流在南特与其交汇：来自右岸的埃德尔河在南特市区经人工改造形成多个湖泊，部分河段表面被人工建筑物覆盖；谢济讷河沿岸则开辟有多处城市绿地公园；来自左岸的南特塞夫尔河的沿岸同样形成了大片绿地。

### 植被
南特属于温带落叶林区，市区内的主要绿地公园包括凡尔赛岛日本庭园、南特植物花园、普罗塞公园等，均常年免费向公众开放。

### 气候
南特在柯本气候分类法中属于温带海洋性气候，全年温差较小，降水分布均匀，当地最高气温记录为40.3摄氏度，出现于1949年7月12日；最低气温记录为-15.6摄氏度，出现于1956年2月15日。
南特境内设有气象站，以下为该气象站的数据：
| 南特1981年－2019年  | 南特1981年－2019年 | 南特1981年－2019年 | 南特1981年－2019年 | 南特1981年－2019年 | 南特1981年－2019年 | 南特1981年－2019年 | 南特1981年－2019年 | 南特1981年－2019年 | 南特1981年－2019年 | 南特1981年－2019年 | 南特1981年－2019年 | 南特1981年－2019年 | 南特1981年－2019年 |
| 月份                | 1月                | 2月                | 3月                | 4月                | 5月                | 6月                | 7月                | 8月                | 9月                | 10月               | 11月               | 12月               | 全年               |
| ------------------- | ------------------ | ------------------ | ------------------ | ------------------ | ------------------ | ------------------ | ------------------ | ------------------ | ------------------ | ------------------ | ------------------ | ------------------ | ------------------ |
| 历史最高温 °C（°F） | 18.2 (64.8)        | 22.6 (72.7)        | 23.8 (74.8)        | 28.3 (82.9)        | 32.8 (91.0)        | 38.6 (101.5)       | 40.3 (104.5)       | 39.2 (102.6)       | 34.3 (93.7)        | 30.2 (86.4)        | 21.8 (71.2)        | 18.4 (65.1)        | 40.3 (104.5)       |
| 平均高温 °C（°F）   | 9 (48)             | 9.9 (49.8)         | 13 (55)            | 15.5 (59.9)        | 19.2 (66.6)        | 22.7 (72.9)        | 24.8 (76.6)        | 25 (77)            | 22.1 (71.8)        | 17.5 (63.5)        | 12.4 (54.3)        | 9.3 (48.7)         | 16.7 (62.1)        |
| 日均气温 °C（°F）   | 6 (43)             | 6.4 (43.5)         | 8.9 (48.0)         | 11 (52)            | 14.5 (58.1)        | 17.6 (63.7)        | 19.6 (67.3)        | 19.6 (67.3)        | 17 (63)            | 13.5 (56.3)        | 9 (48)             | 6.3 (43.3)         | 12.5 (54.5)        |
| 平均低温 °C（°F）   | 3.1 (37.6)         | 2.9 (37.2)         | 4.8 (40.6)         | 6.4 (43.5)         | 9.9 (49.8)         | 12.6 (54.7)        | 14.4 (57.9)        | 14.2 (57.6)        | 11.9 (53.4)        | 9.4 (48.9)         | 5.7 (42.3)         | 3.4 (38.1)         | 8.2 (46.8)         |
| 历史最低温 °C（°F） | −13 (9)            | −15.6 (3.9)        | −9.6 (14.7)        | −3 (27)            | −1.5 (29.3)        | 3.8 (38.8)         | 5.8 (42.4)         | 5.6 (42.1)         | 2.8 (37.0)         | −3.3 (26.1)        | −6.8 (19.8)        | −10.8 (12.6)       | −15.6 (3.9)        |
| 平均降水量 mm（）   | 86.4 (3.40)        | 69 (2.7)           | 60.9 (2.40)        | 61.4 (2.42)        | 66.2 (2.61)        | 43.4 (1.71)        | 45.9 (1.81)        | 44.1 (1.74)        | 62.9 (2.48)        | 92.8 (3.65)        | 89.7 (3.53)        | 96.8 (3.81)        | 819.5 (32.26)      |
| 月均日照時數        | 73.2               | 97.3               | 141.3              | 169.8              | 189                | 206.5              | 213.7              | 226.8              | 193.8              | 118.2              | 85.8               | 76.1               | 1,791.5            |
| 来源：infoclimat.fr |                    |                    |                    |                    |                    |                    |                    |                    |                    |                    |                    |                    |                    |

## 行政区划
南特是法国卢瓦尔河地区大区大西洋卢瓦尔省的一个市镇，编号为44109，它也是大西洋卢瓦尔省的省会和卢瓦尔河地区大区的首府。南特下辖南特区，管理南特第一县、第二县、第三县、第四县、第五县、第六县和第七县，同时也是南特都会区的办公驻地。
法国国家统计与经济研究所（简称）在进行数据统计时，将南特及相邻的另外23个市镇设为南特城市核心区，并将包括核心区在内的周边共108个市镇划为南特城市区。同时，还将南特市镇分为了96个“块区”（IRIS），以便于统计人口分布情况。
南特市镇被划为11个街区，并实行街区自治制度。
| 南特街区地图 | 南特街区地图 | 南特街区地图 | 南特街区地图        | 南特街区地图 | 南特街区地图 | 南特街区地图 |
| --- | ------------ | ------------ | ------------------- | ------------ | ------------ | ------------ |
| 市中心 美景-尚特奈-圣安娜 代尔瓦利耶尔- · 佐拉 欧帕韦- · 圣费利克斯 马拉科夫- · 圣多纳西安 南特岛 北南特 布雷伊- · 巴尔伯里 南南特 埃德尔 杜隆-博蒂耶尔 |              |              |                     |              |              |              |
| 街区名称* | 街区原名     | 面积 （k㎡） | 人口数量 （2010年） |              |              |              |
| 市中心 |              | 2.42         | 28,485              |              |              |              |
| 美景-尚特奈-圣安娜 |              | 7.29         | 25,000              |              |              |              |
| 代尔瓦利耶尔-佐拉 |              | 4.39         | 35,000              |              |              |              |
| 欧帕韦-圣费利克斯 |              | 4.67         | 35,800              |              |              |              |
| 马拉科夫-圣多纳西安 |              | 4            | 34,669              |              |              |              |
| 南特岛 |              | 4.6          | 15,818              |              |              |              |
| 布雷伊-巴尔伯里 |              | 3.56         | 24,418              |              |              |              |
| 北南特 |              | 7.56         | 24,833              |              |              |              |
| 南南特 |              | 2.97         | 10,532              |              |              |              |
| 埃德尔 |              | 11.9         | 26,738              |              |              |              |
| 杜隆-博蒂耶尔 |              | 12           | 30,147              |              |              |              |
| *中文名称非官方正式翻译，仅供参考 |              |              |                     |              |              |              |

## 交通

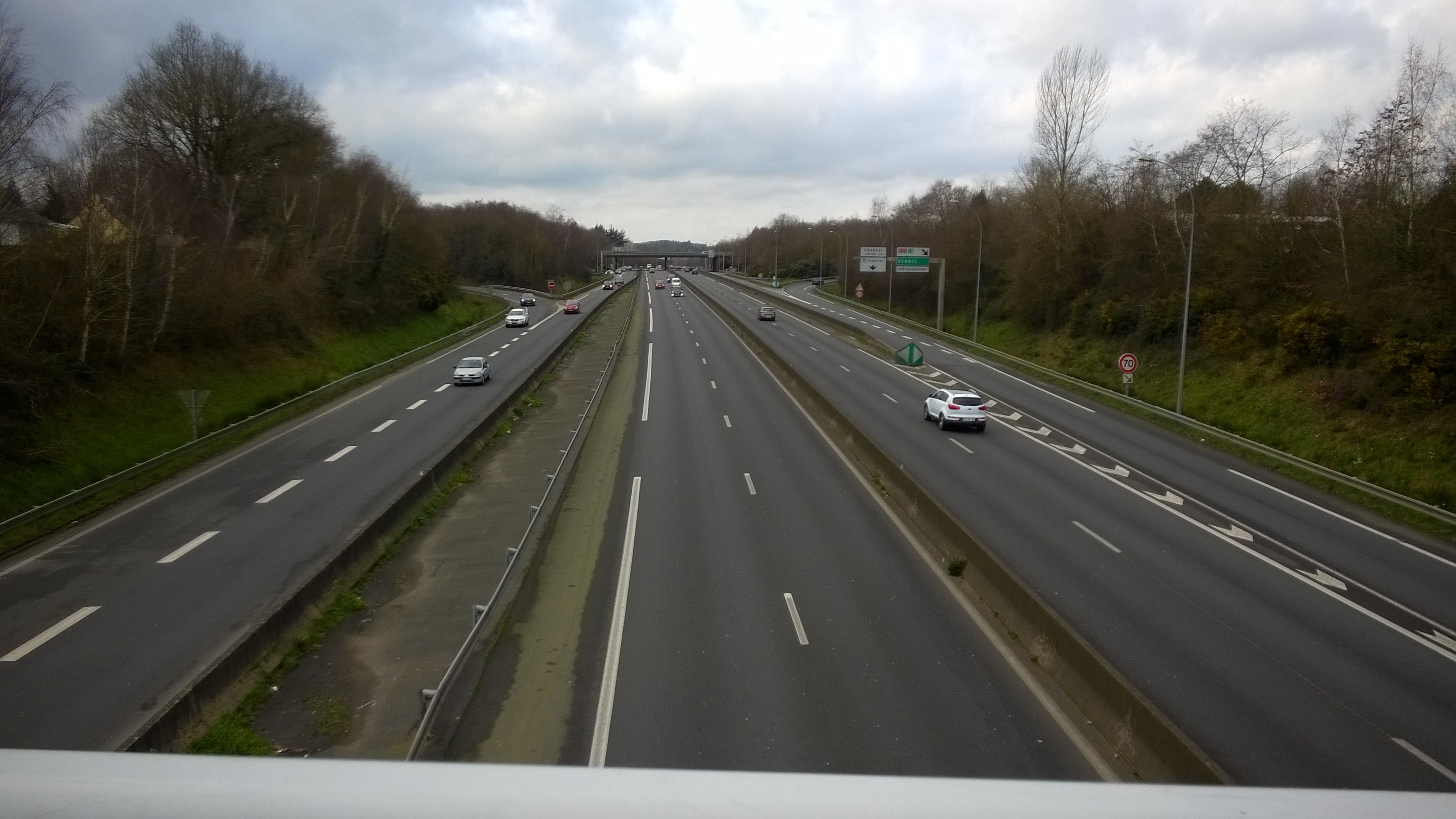
南特环城大街北段

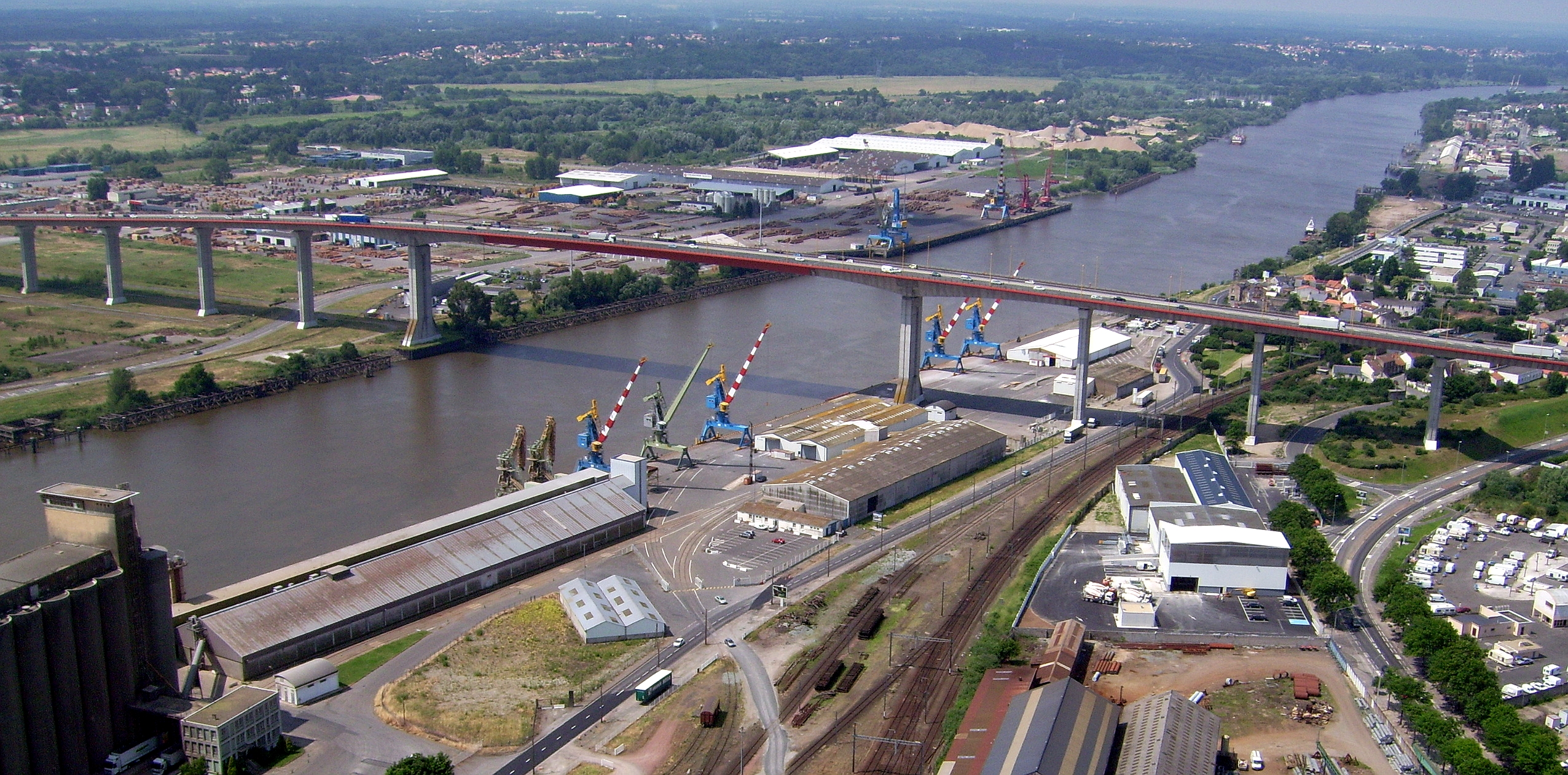
舍维雷大桥

### 公路
法国A11和A83高速公路、法国国道N137线、N165线和N249线以及数十条大西洋卢瓦尔省省道在南特境内交汇，南特环城大街全长43公里，由多条不同等级的公路组成，连通了南特的所有出入通道，承担了当地的主要过境车流，该道路西侧横跨卢瓦尔河的舍维雷大桥高52米，是卢瓦尔河全线第二高的桥梁。
卢瓦尔河地区大区公共交通（商业名称为）提供前往普瓦捷和努瓦尔穆捷昂利勒两个方向的大巴车线路，其下属的省级城际客运则开行前往南特周边大部分没有铁路直通市镇的客运线路。自2015年起，多家国际性的公路客运公司开始运营途径南特的长途巴士，其线路可通过直达或联程中转前往法国及中西欧主要城市。
2016年，63.9%的南特家庭拥有至少一辆的私人汽车。同年，南特境内共发生各类交通事故225起，造成5人遇难，263人受伤。

### 铁路

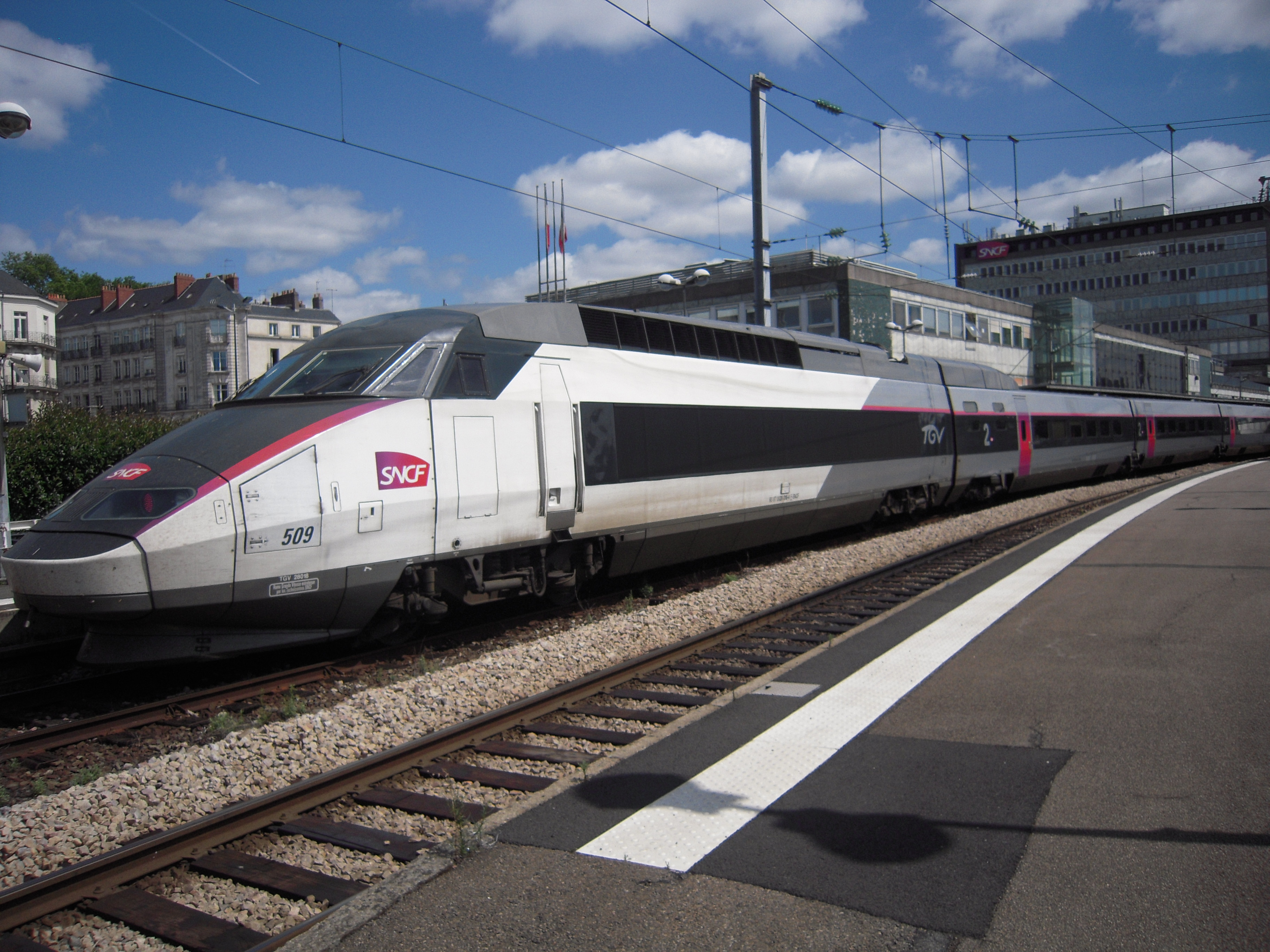
南特站内停靠的一列高速列车

南特位于图尔－圣纳泽尔铁路、南特－桑特铁路、南特－永河畔拉罗什铁路和南特－沙托布里扬铁路的交汇处，是法国西部重要的铁路枢纽。南特站位于市区东部，建成初期曾被命名为“南特-奥尔良火车站”，自2017年起进行大规模的改造和扩建，于2019年基本竣工，现已成为一个综合性的交通枢纽车站。截至2020年7月，南特站开行前往巴黎、里昂、里尔、布鲁塞尔、斯特拉斯堡、马赛、蒙彼利埃等城市的高速列车，前往里昂和波尔多的城际列车，前往奥尔良的卢瓦尔河号列车和前往雷恩、布雷斯特、昂热、绍莱、勒克鲁瓦西克、莱萨布勒多洛讷、波尔尼克和圣吉勒等方向的区域列车，同时也是南特－沙托布里扬和南特－克利松两条郊区列车线路的起点站。2018年，南特站累计发送旅客数量1181.1万人次，是法国铁路系统当中的a级车站。
除南特站以外，南特市镇范围内还有尚特奈站、杜隆站、阿吕谢尔-巴蒂尼奥勒站三个铁路乘降所以及南特国家站一个货运编组站。

### 航空

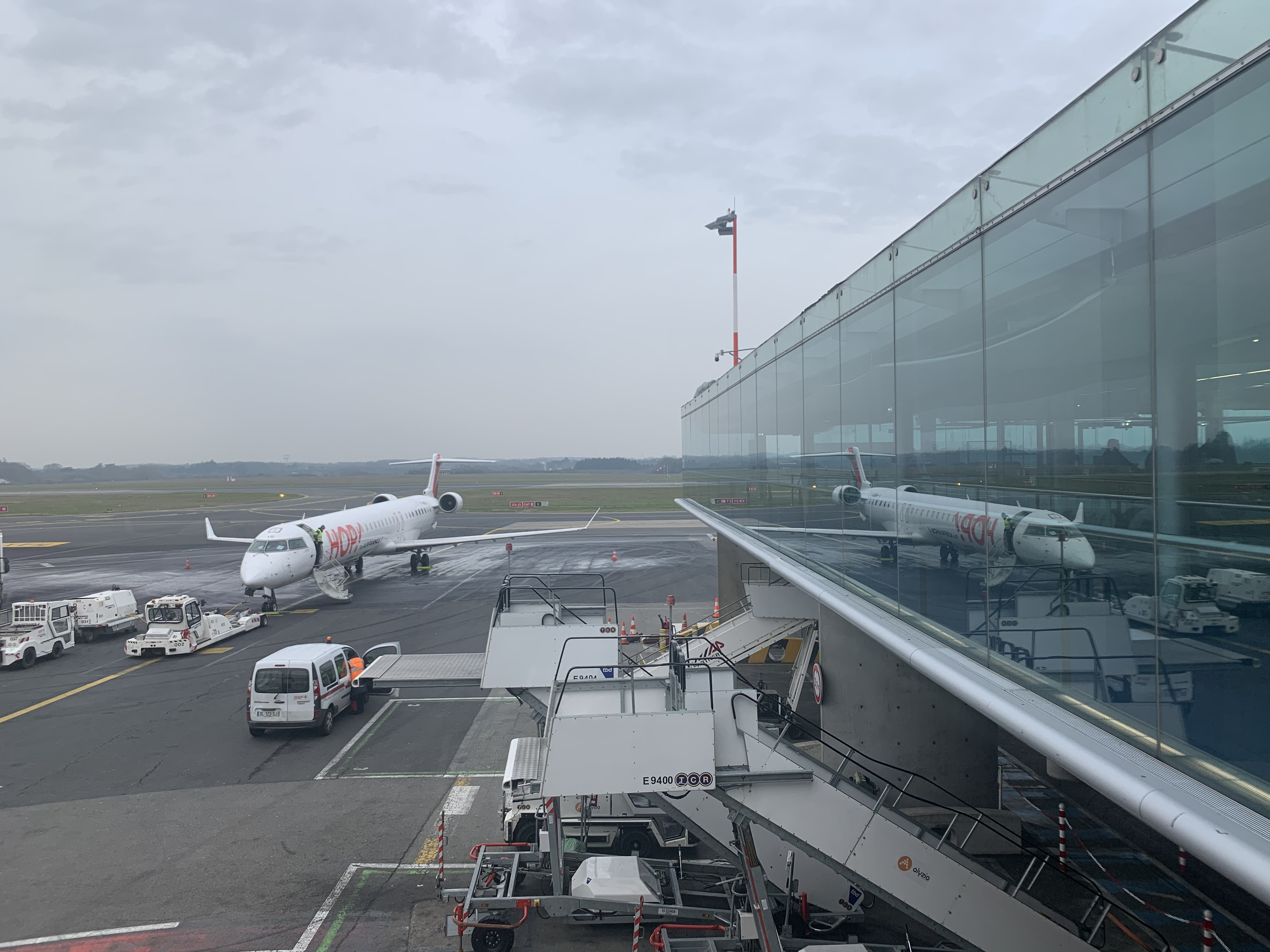
南特机场内的一架航班

距离南特最近的民用航空站为南特大西洋机场，位于南特市中心西南大约8公里，该机场开行前往欧洲及北非主要城市的航班。2019年，南特机场累计发送旅客数量达719.1万人次，是法国第九大民用航空站。
自1963年起，法国政府提出大西部机场计划，旨在迁建南特机场以提高运力，但由于新机场建设需要占用大量耕地而遭到了极端人士的反对，2016年6月，法国及当地政府议员及代表曾进行投票，55.17%的选票支持该计划，但此事引发了当地民众的强烈抗议。迫于压力，2018年1月，法国总理爱德华·菲利普宣布彻底放弃该计划。

### 城市公共交通

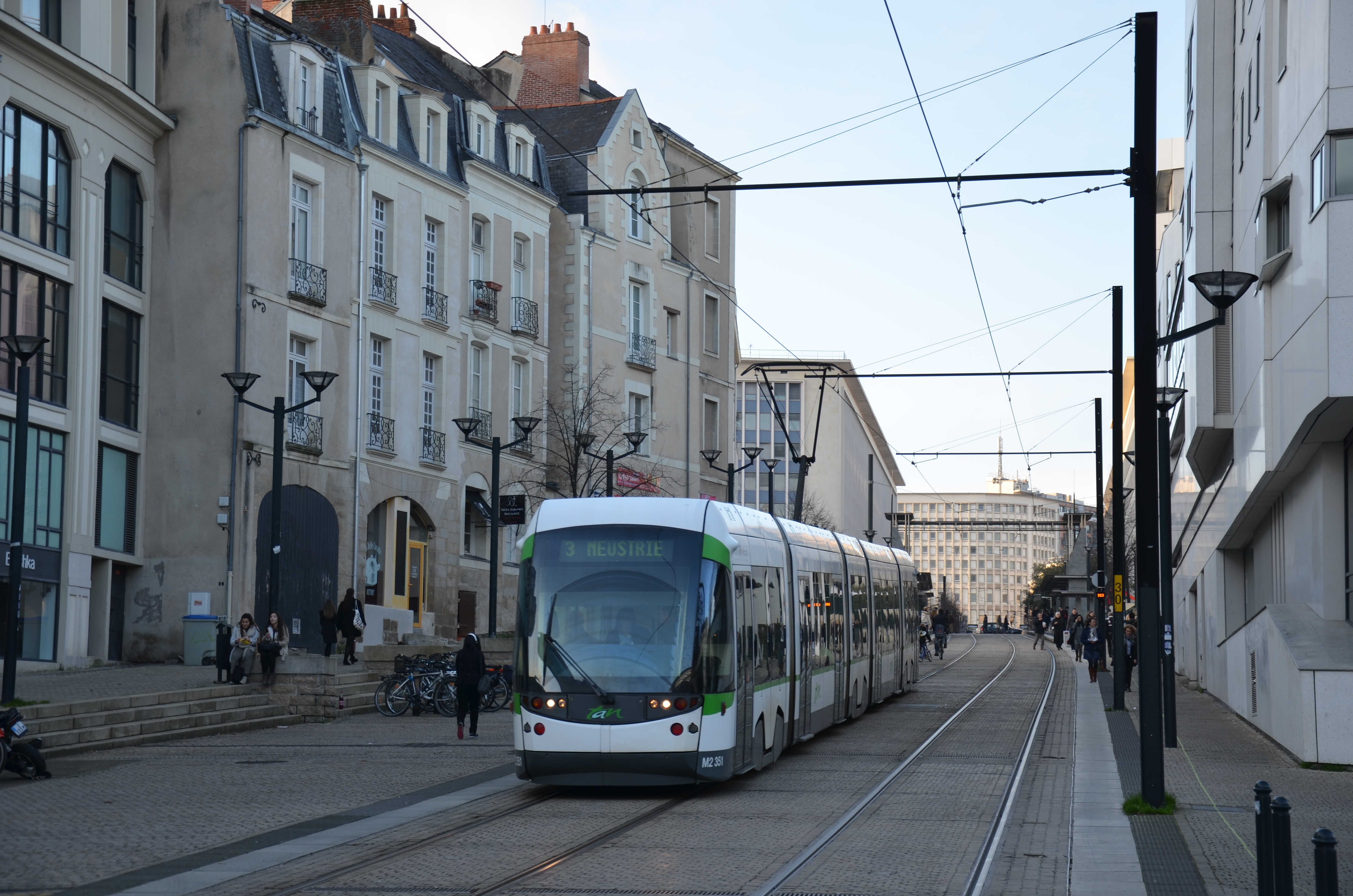
南特有轨电车

南特城市公共交通（商业名称为）是当地的公共交通系统，由南特公共交通公司负责监管和运营。截至2020年7月，该系统共有3条有轨电车线路、2条大容量巴士线路、57条公交线路和3条轮渡线路，其路网覆盖了南特都会区内的所有市镇。
南特曾于1879至1958年间拥有传统有轨电车系统，后因设施老化和私家车的兴起而停运。现代南特有轨电车由三条线路构成，共有83个车站，总长度达44.3公里，其中1号线建成于1985年1月7日，是法国首条现代有轨电车线路。
南特大容量公共汽车是当地的巴士快速交通系统，其中4号线全长7公里，启用于2006年11月6日，其工作日日均客流量达3.9万人次，是法国除巴黎地区以外客流量最大的巴士线路之一。5号线则横穿南特岛，于2020年2月27日投入运营。
除了传统公共交通工具，南特共享单车和南特共享汽车亦为南特城市公共交通的一部分，两者自2008年起向公众运营，截至2020年7月，南特都会区范围内共有123个指定自行车停车场和48个共享汽车车站。

## 政治

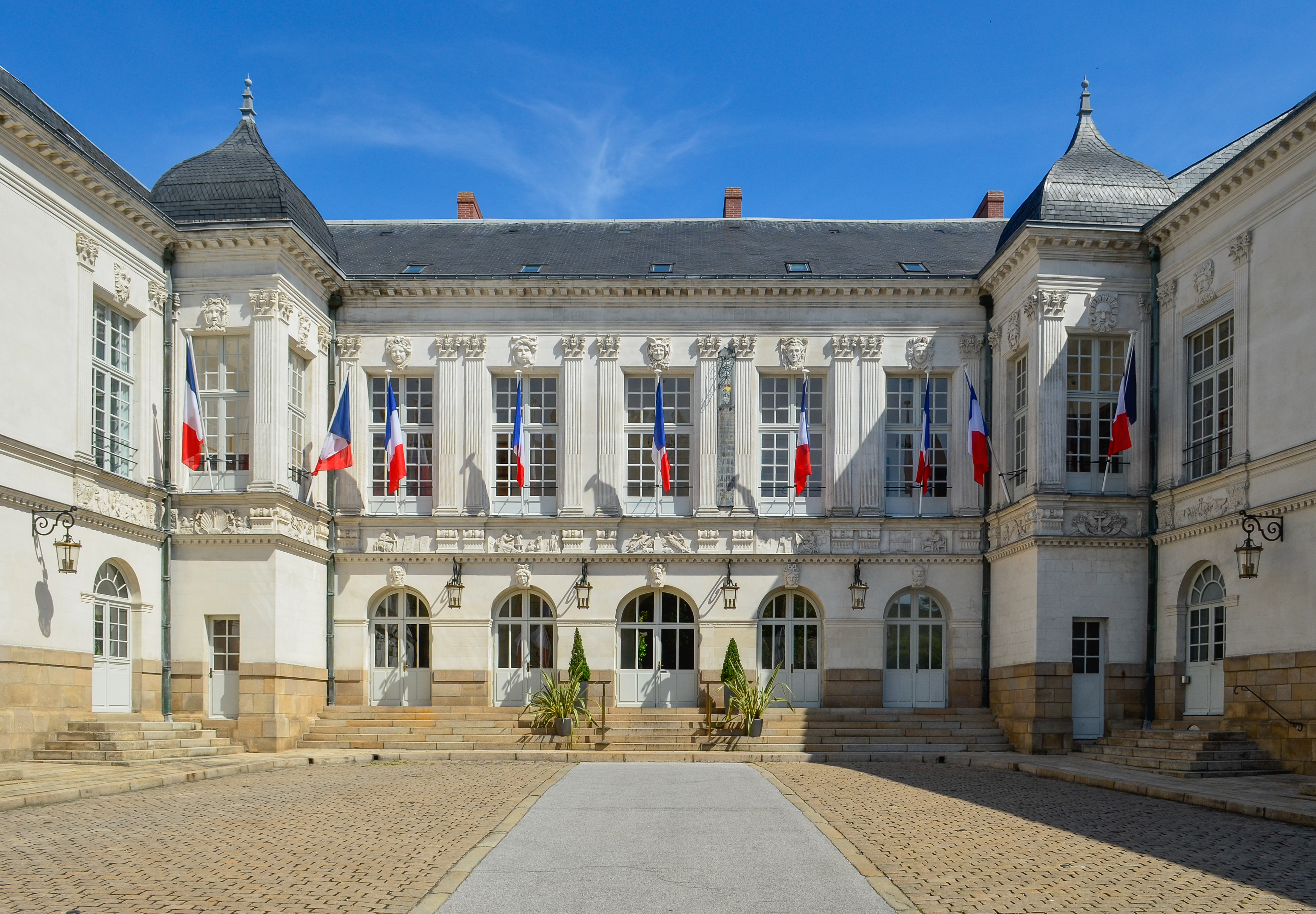
南特市政厅

南特的现任市长为若阿娜·罗兰女士，她是社会党的一名成员，在2014年的市政选举中获得了56.21%的支持率，在2020年的市政选举中则获得59.67%的支持率。
在2017年的法国总统大选中，法国第25任总统埃马纽埃尔·马克龙在南特获得了86.52%的支持率。
| 南特历届市长   |                 |                            |
| 任期           | 市长            | 党派                       |
| 1944年－1945年 | 克洛维·康斯坦   | SFIO工人国际法国支部       |
| 1945年－1947年 | 让·菲利波       | FN国民联盟                 |
| 1947年－1965年 | 亨利·奥里翁     | CNIP全国独立人士与农民中心 |
| 1965年－1977年 | 安德烈·莫里斯   | CR共和中心                 |
| 1977年－1983年 | 阿兰·谢纳尔     | PS社会党                   |
| 1983年－1989年 | 米歇尔·肖蒂     | RPR保衛共和聯盟            |
| 1989年－2012年 | 让-马克·埃罗    | PS社会党                   |
| 2012年－2014年 | 帕特里克·兰贝尔 | PS社会党                   |
| 2014年－       | 若阿娜·罗兰     | PS社会党                   |

## 人口
2017年，南特市镇人口数量为309,346，在法国排名第6位。其中男性146,129人，女性160,565人，75岁及以上人口占6.3%，外籍人口数量为23,324人，人口密度为4,745人/平方公里，当地居民被称为（男性）或（女性）。2018年，南特境内出生4,214人，死亡人口2,188人。
| 年份   | 1936    | 1946    | 1954    | 1962    | 1968    | 1975    | 1982    | 1990    | 1999    | 2006    | 2011    | 2016    | 2017    |
| ------ | ------- | ------- | ------- | ------- | ------- | ------- | ------- | ------- | ------- | ------- | ------- | ------- | ------- |
| 人口數 | 195,185 | 200,265 | 222,790 | 240,028 | 260,244 | 256,693 | 240,539 | 244,995 | 270,343 | 282,853 | 287,845 | 306,694 | 309,346 |

## 经济

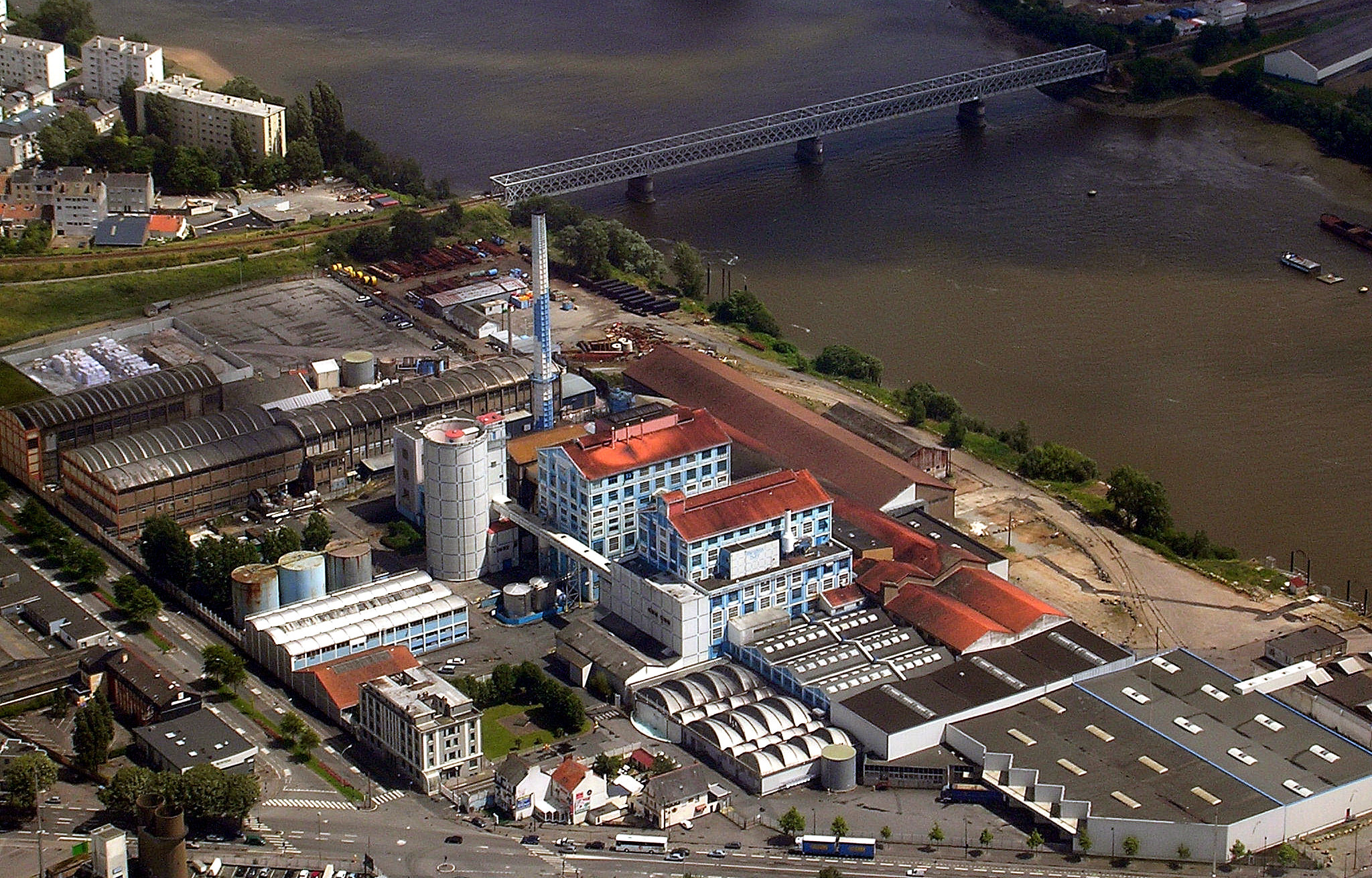
南特境内的一处食品工厂

南特是一个区域性的中心城市，卢瓦尔河地区大区工商会以及南特-圣纳泽尔工商会的驻地，当地共有各类用人单位51,420家，平均历史为13年，信息、文化产业、旅游接待及社会服务是当地的主要就业岗位类型。

### 产业分布
在第一产业方面，南特所处的区域地势平坦、土壤肥沃，水源及光照条件满足大部分温带农作物的生长需求。大西洋卢瓦尔省是法国重要的粮食和畜牧业生产区，南特附近有多个大型农场分布。自20世纪90年代以来，南特市政府开始推行“城市农业”（agriculture urbain）理念，旨在减少因城市扩张而引发的耕地侵占及环境污染等问题。
在第二产业方面，南特历史上为重要的工业城市，大部分的工厂都分布在南特近郊。食品加工与生产是南特的重要工业部门，LU饼干和南特饼干厂均建立于19世纪末，是当地的代表性企业。此外，世界钢笔巨头威迪文的总部位于南特西郊的圣埃尔布兰境内。化工、机械、制药等亦为当地的重要工业部门，安赛乐和空中客车在南特均设有工厂。
在第三产业方面，南特是法国重要的经济文化和科教中心，南特大学、大区中心医院、法国国铁卢瓦尔河谷地区分局、南特公共交通公司等地方性社会企业为当地提供了大量的就业岗位。法国及欧洲主要的银行、保险、教育、文化、通讯等机构均在南特设有分支，其中法国西部工商银行、西部之声广播和欧洲区域航空的总部均位于南特都会区内。此外，依托南特-圣纳泽尔大港区，南特亦是法国西部重要的物流中转中心。

### 财政收入
2014年，南特的人均收入总额为2,641欧元，其中高职人员为4,171欧元，中级职员为2427欧元，普通职员为1,884欧元，均高于法国平均水平。
2016年，南特境内的青壮年（15至64岁）失业率为16.8%，当地47.8%的家庭拥有纳税资格。
2018年，南特的财政收入总额为405,233,000欧元，财政支出总额为368,266,000欧元，当年的债务总额为181,330,000欧元。

## 社会事务

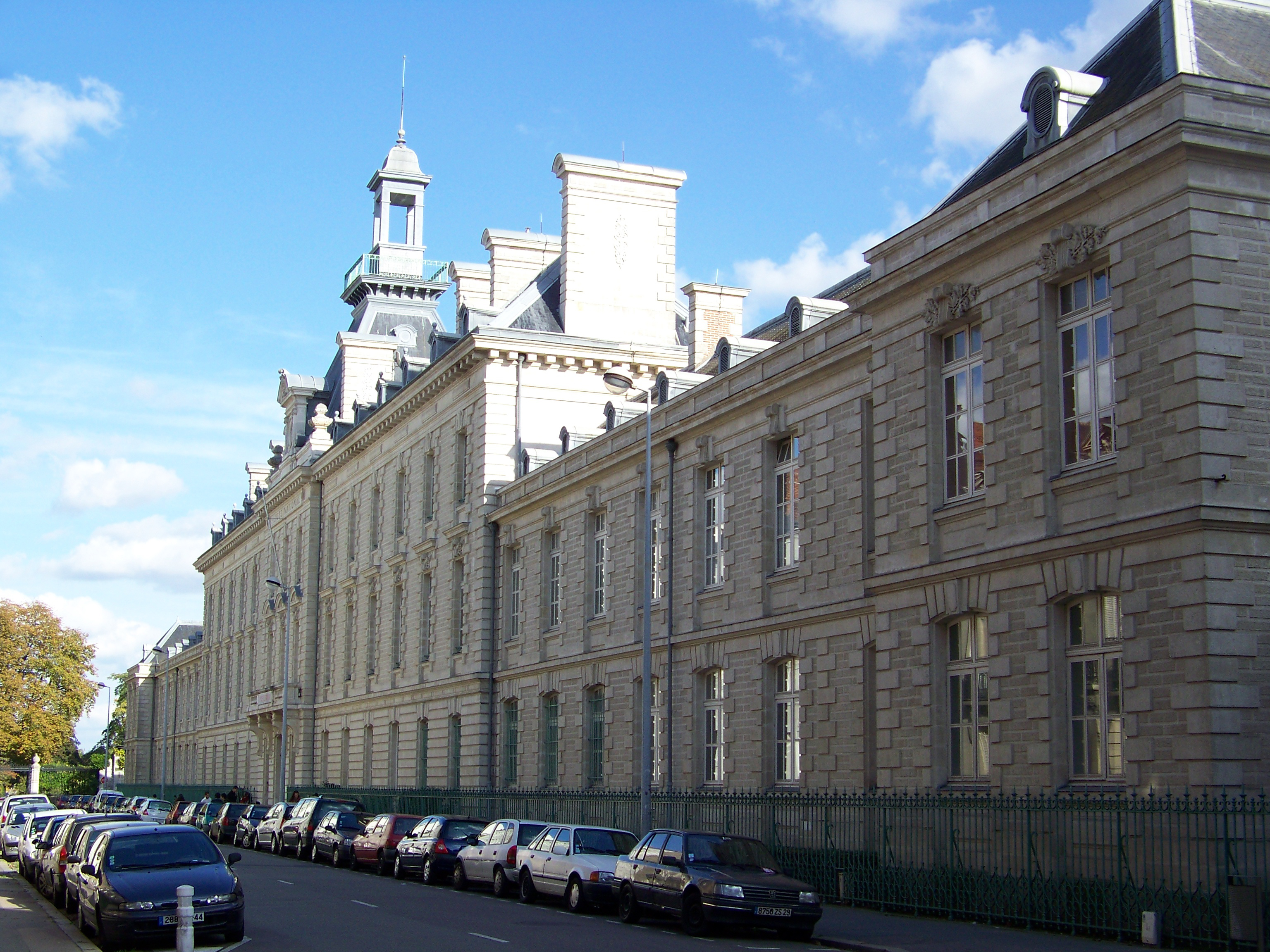
南特乔治·克莱蒙梭高级中学

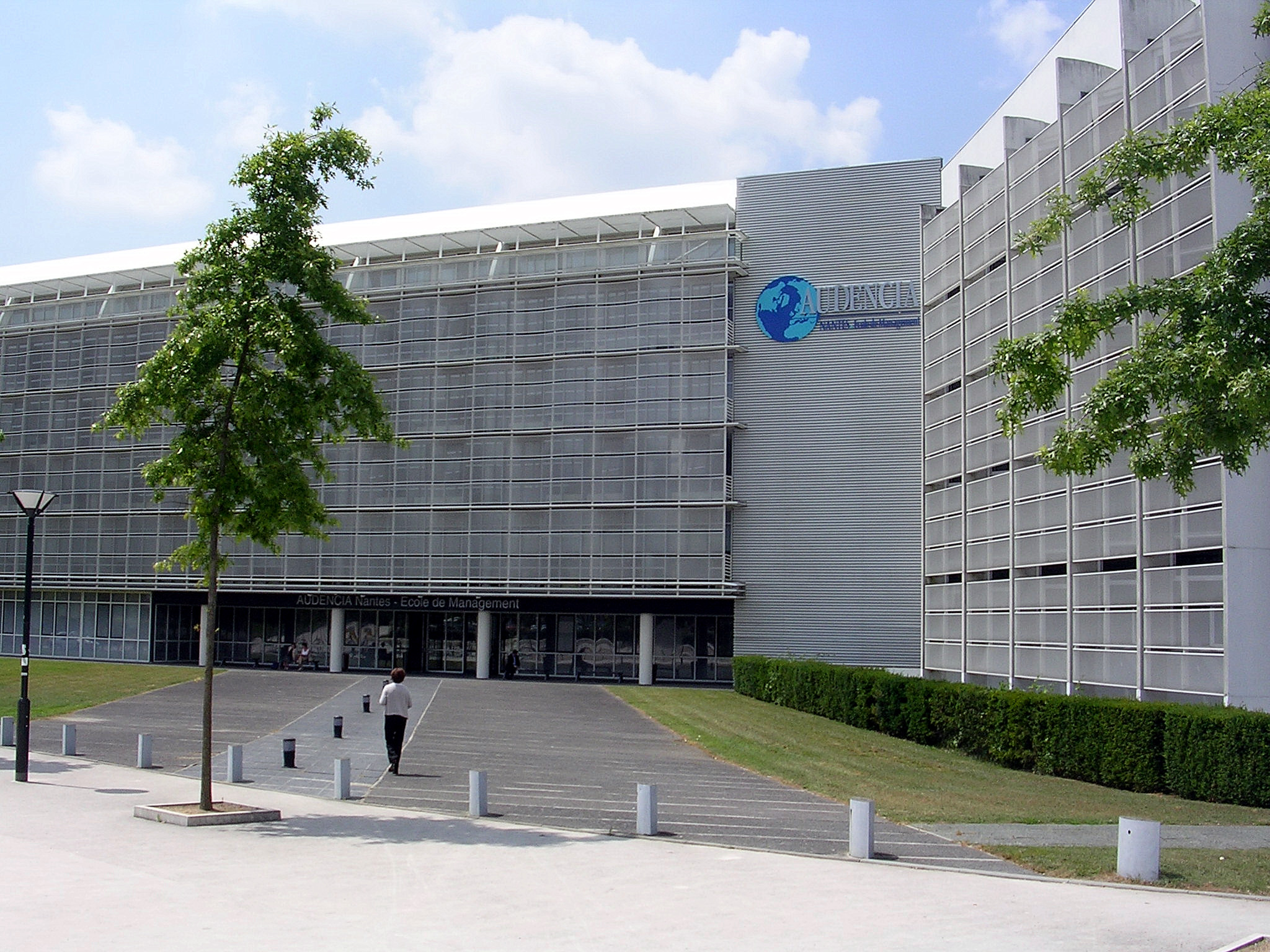
南特高等商业学校

### 教育
南特是南特学区的总部驻地。截止2018年1月1日，南特境内共有49所幼儿园、96所小学、34所初级中学、22所普通高中、1所农业高中和10所职业高中。在2018年的法国高中会考中，南特圣约瑟夫迪洛吉迪高级中学毕业班学生平均分为16.4分（满分20分），其中85%的学生总成绩超过12分，总通过率则超过99%，是大西洋卢瓦尔省内平均成绩最好的高级中学，在法国2,277所高级中学中排名第80位。2018至2019学年度，南特境内共有在校中小学生32,634名。
在高等教育方面，南特在由法国《学生报》主办的“大学城市”评比中排名第五，当地拥有十余所高等院校，涵盖了绝大部分法国高等教育专业。
| 南特主要高等学府                        | 南特主要高等学府 | 南特主要高等学府   | 南特主要高等学府 | 南特主要高等学府 |
| 中文名称                                | 法语名称或缩写   | 类别               | 成立年代         | 备注             |
| --------------------------------------- | ---------------- | ------------------ | ---------------- | ---------------- |
| 南特大学                                |                  | 综合公立大学       | 1962             | [ 文 7 ]         |
| 南特中央理工学院                        |                  | 工程师学校、大学校 | 1919             |                  |
| 南特应用技术学院                        |                  | 大学技术学院       | 1967             | [ 文 8 ]         |
| 南特大学综合理工学校                    |                  | 工程师学校、大学校 | 2000             | [ 文 9 ]         |
| 国立大西洋高等矿业电信学校 （南特校区） |                  | 工程师学校、大学校 | 2017             | [ 文 10 ]        |
| 南特高等商学院                          |                  | 商学院、大学校     | 1900             |                  |
| 国立高等南特建筑学校                    |                  | 大学校             | 2000             |                  |
| 南特高等美术学校                        |                  | 艺术学校           | 1904             |                  |
| 南特大西洋艺术学校                      |                  | 艺术学校           | 1988             |                  |

### 医疗

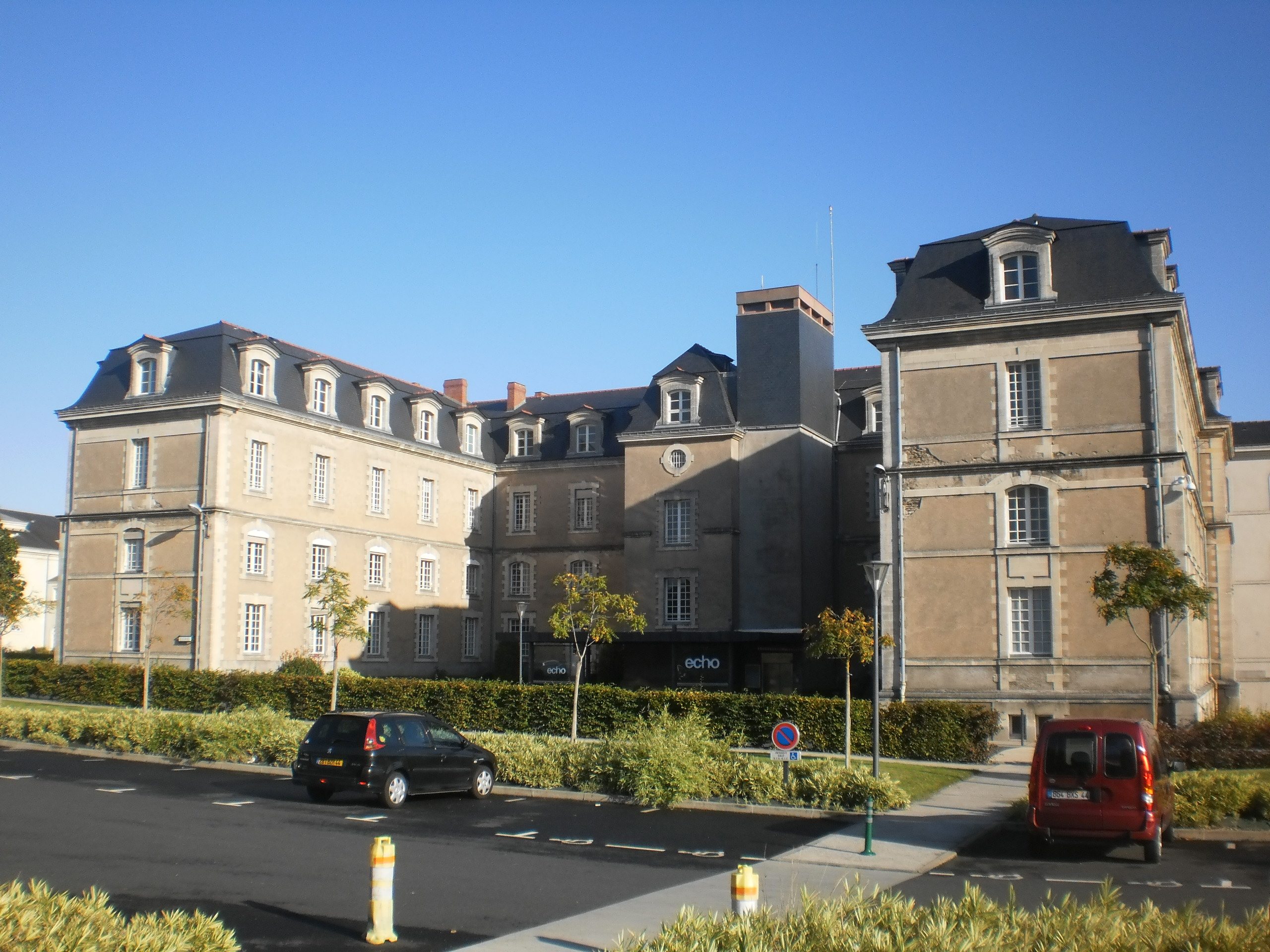
南特圣雅各医院的一处建筑

截止2018年1月1日，南特境内共有全科医生385名、保健师505名、牙医221名、护士175名、耳科医生23名、眼科医生121名、皮肤科医生36名、助产士31名、儿科医生25名和妇科医生38名。境内共有药房111家，养老院44家，残疾人帮扶中心39家。
南特大学附属中心医院是法国30所大学教学医院之一，同时也是当地的公共医疗系统，其在南特市区及周边设有四个主要的综合性医院：
- 圣雅各医院（法语：Hôpital Saint-Jacques (Nantes)），设有床位970个[9]
- 神学医院（法语：Hôtel-Dieu de Nantes），设有床位848个[9]
- 纪尧姆和勒内·拉埃内克医院（法语：Hôpital Guillaume-et-René-Laennec），位于南特西郊的圣埃尔布兰境内，设有床位477个[9]
- 贝利耶医院（法语：Hôpital Bellier），设有床位100个[9]

此外南特大学附属中学医院还设有一家妇女儿童医院、一所疾控中心和三所康复中心。

### 住房
南特地区的住房事务由都会区负责，其对都会区范围内的合法居民提供政策咨询、房屋设计和改建以及廉租房提供服务。
2016年，南特境内共有各类住房177,160套，其中90.1%为常住房屋。集中式居民区主要分布在市区西部。

### 商业
2018年，南特境内共有各类实体商铺6,682家，其中餐厅1,586家、大型超市51家、杂货店119家、面包房184家、肉铺72家、书店105家、装饰品店26家、银行门店203家、美容美发店376家、汽车维修店152家。市区北部建有大型开放式商业街区。

### 体育

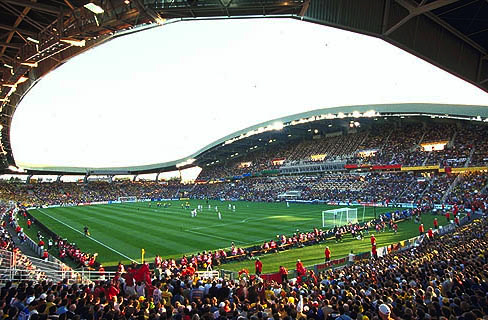
博茹瓦尔球场

2018年，南特境内共有6家游泳池、66间健身房、17座综合体育场、60处网球场、43处足球或橄榄球场、36处篮球或排球场以及1处高尔夫球场。
南特足球俱乐部是当地的一支足球队，成立于1943年，2020至2021赛季法国足球甲级联赛，其主场博茹瓦尔球场位于市区北部，建于1984年，曾作为1998年世界杯的分会场，现可同时容纳超过3.5万名观众，是当地规模最大的体育设施。
除足球外，南特还有多个其它团体项目的俱乐部。南特手球俱乐部成立于1953年，其主队于2019至2020赛季参加法国男子手球冠军联赛；南特篮球俱乐部是当地的一支职业篮球队，总部位于南特附近的勒泽，2019至2020赛季参加法国篮球乙级联赛；南特体育会则是当地的一支橄榄球俱乐部，成立于1903年，2019至2020赛季参加法国橄榄球丙级联赛。

### 环境
南特的环境事务由其所属的公共社区负责。2017年，南特境内共有21家污染企业。同年的一氧化碳浓度平均值为271µg/m³、二氧化氮浓度平均值为22.7µg/m³、臭氧浓度平均值为56µg/m³，二氧化硫浓度平均值为0、颗粒物平均值为20.3µg/m³；在水环境监测结果中，距离南特6.8公里外下古莱讷监测点的水体坤化物浓度为1.6µg/L、汞含量为0.5µg/L、硝酸盐含量为4.1mg/L、磷酸三正丁酯含量为0.01µg/L。

### 治安
南特境内共有四个派出所、两个国家宪兵队和一个消防救援中心。
2014年，南特及附近地区共发生各类案件36,029起，其中盗窃类案件26,170起，经济类案件2,389起，毒品交易类案件1,047起。

## 文化
2018年，南特境内共有6个剧场、5个电影院、4个博物馆和1个音乐厅。南特市政府提供多媒体中心，向公众全年开放。

### 城市规划
按照建设年代，南特市区可分为三部分：始建于高卢时期的南特老城自中世纪起逐渐定型，其主轴线呈东北－西南走向，自圣皮埃尔广场出发沿马恩河街和奥尔良街抵达皇家广场，附近街区形成于中世纪；工业革命时期，南特市区自老城区向东、北、西三个方向扩张，形成了大片分散式居民区以及传统工业用地；20世纪20年代的南特河流改造工程使得埃德尔河南特段改道并成为地下河，原有的河道新建了“五十名人质路”，成为南特城市南北向中轴线；而卢瓦尔河故道则开辟成为城市绿地。二战后，南特市区开始向南特岛以及卢瓦尔河左岸扩张。
南特的城市规划事务由南特都会区负责，后者于2019年4月制定并通过了《南特都会区城市规划总体方案》（PLUm de Nantes），为未来10年的南特都会区内24个市镇的城市建设提供了政策引导。

### 建筑
南特是法国艺术与历史之城，境内有多处法国国家文物保护单位，其中布列塔尼公爵城堡、南特主教座堂、南特交易所等为当地的代表性建筑物。在现代建筑方面，建成于1976年的布列塔尼大厦高144米，是法国西部最高的建筑物，亦是当地的地标性建筑。

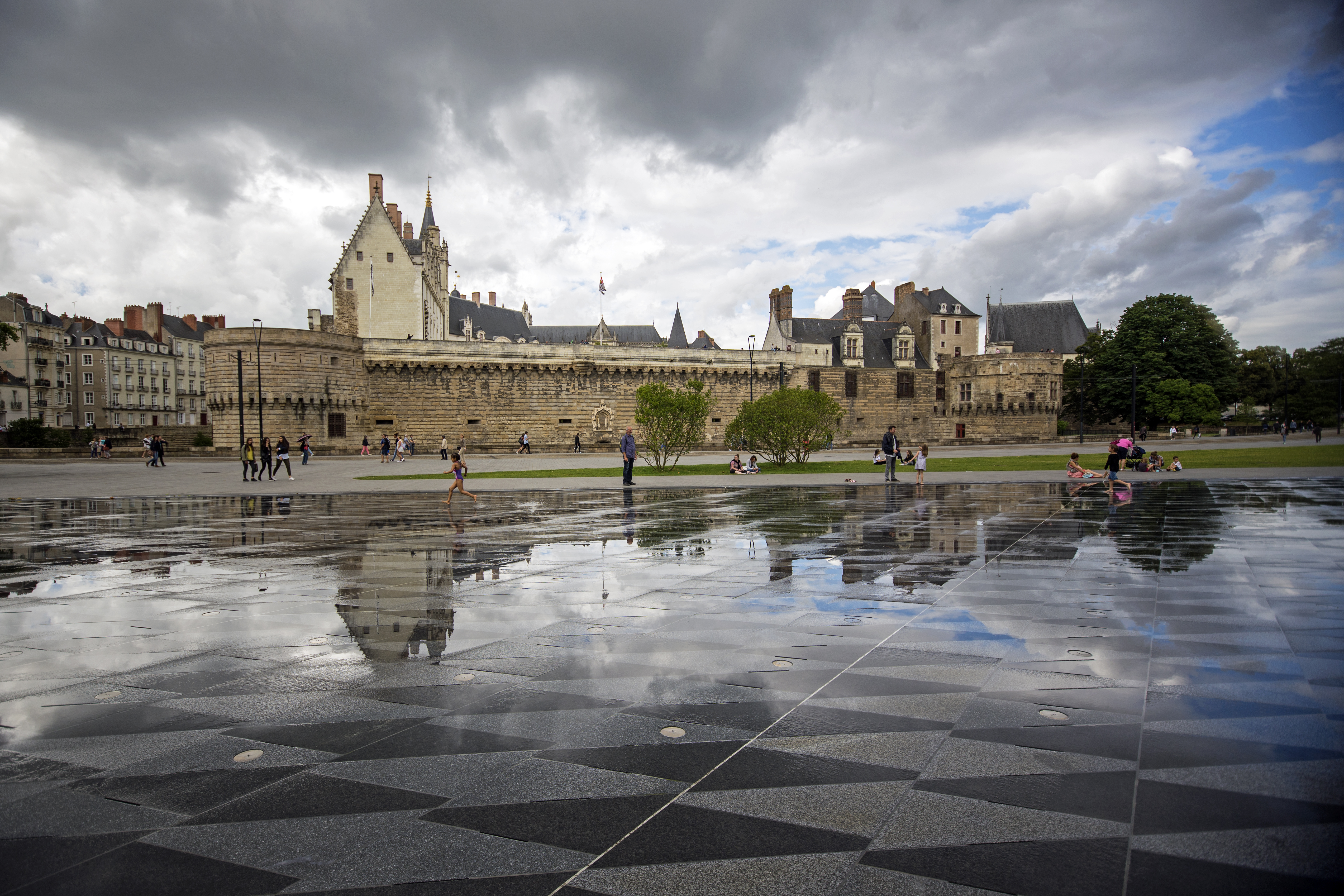
布列塔尼公爵城堡
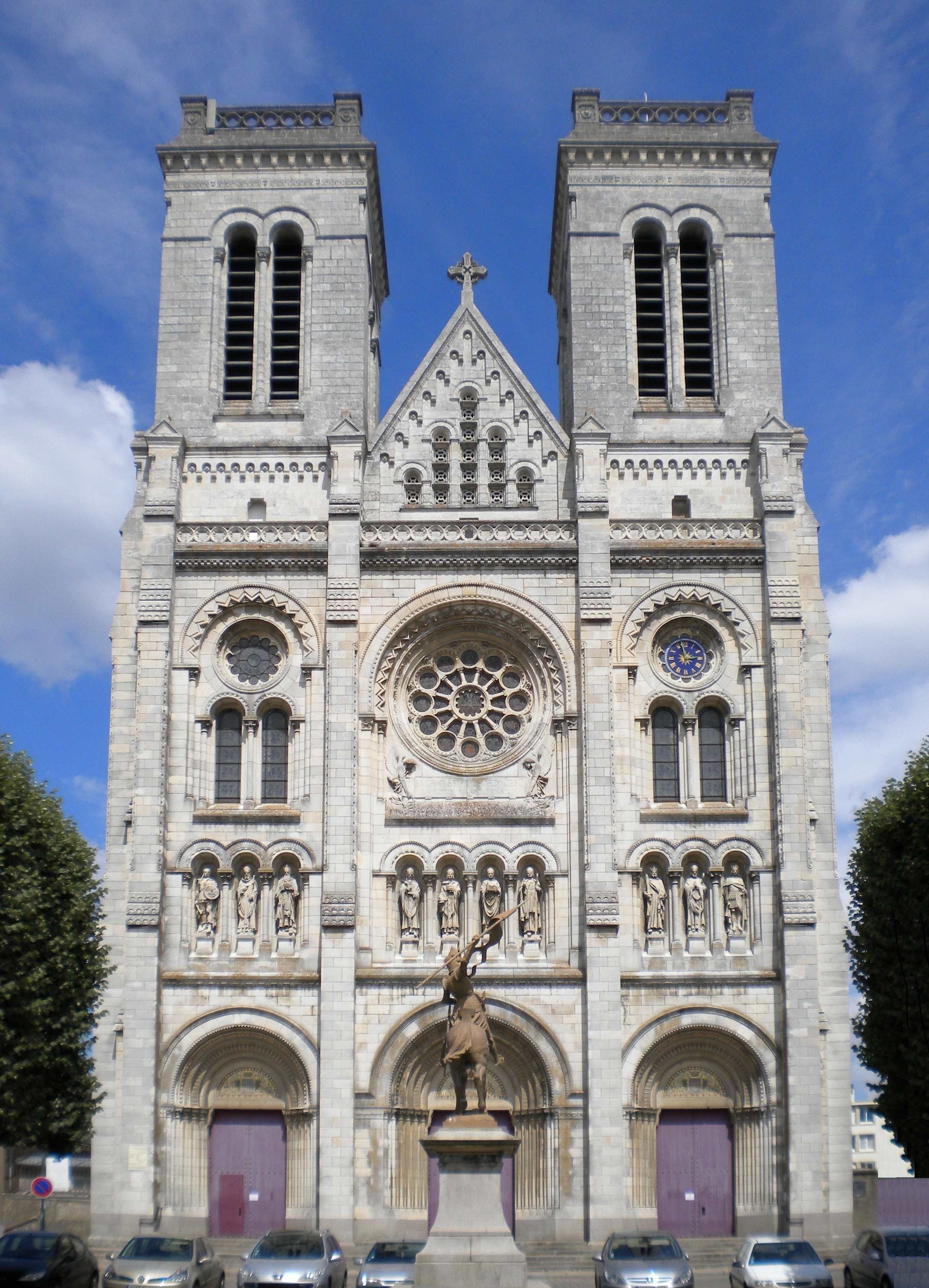
圣多纳西安圣罗加蒂安圣殿
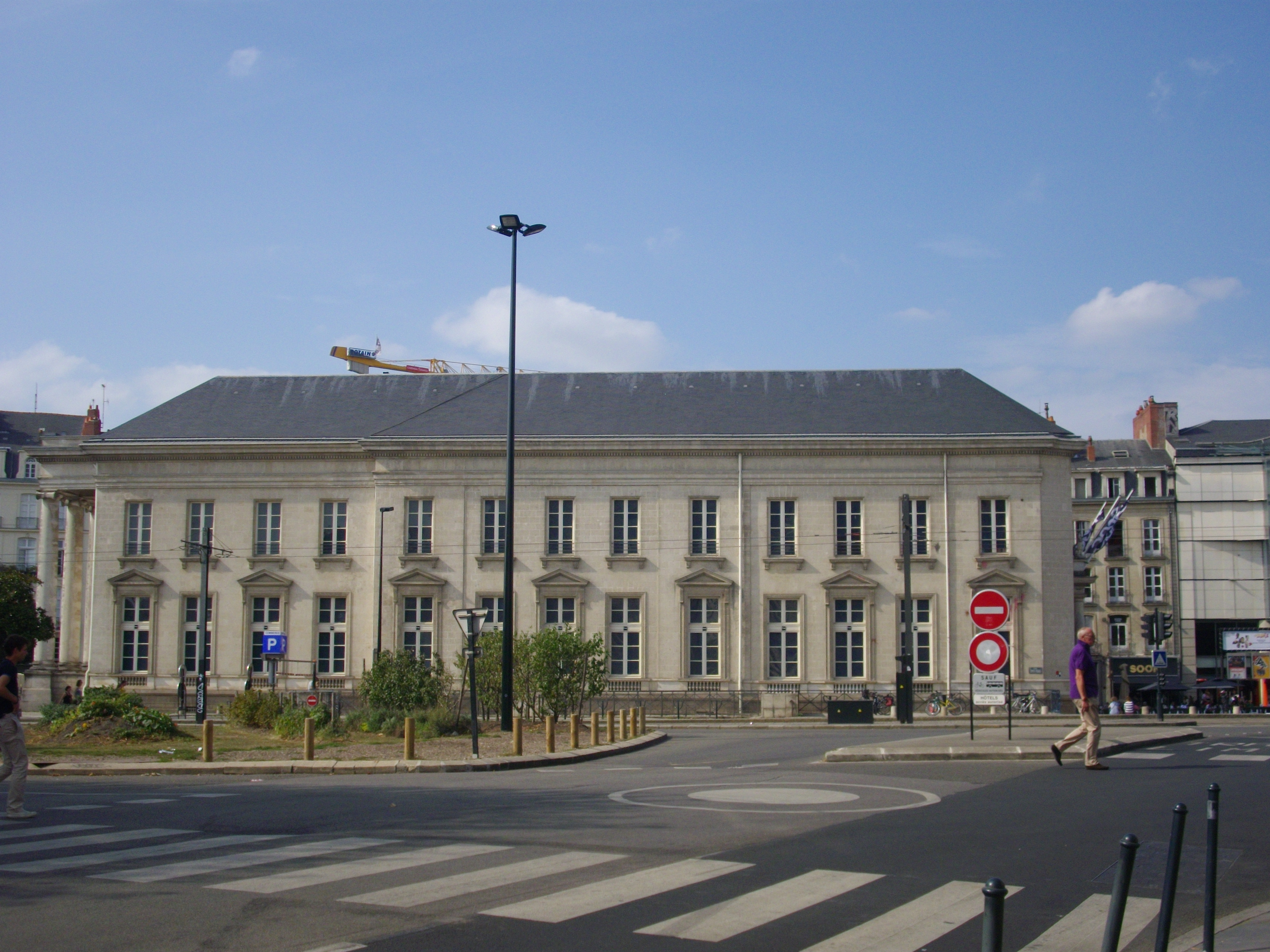
南特交易所
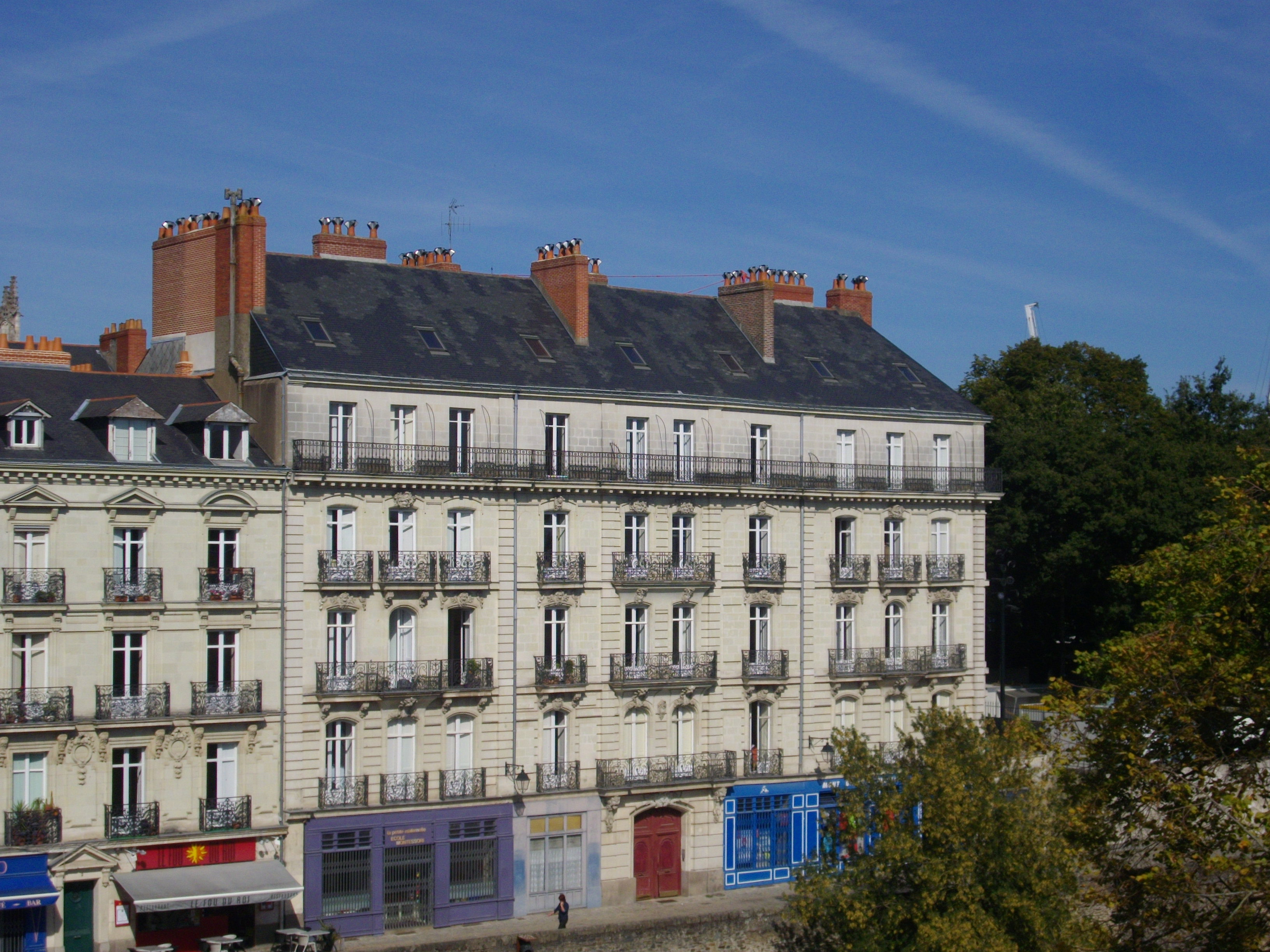
南特市中心传统建筑
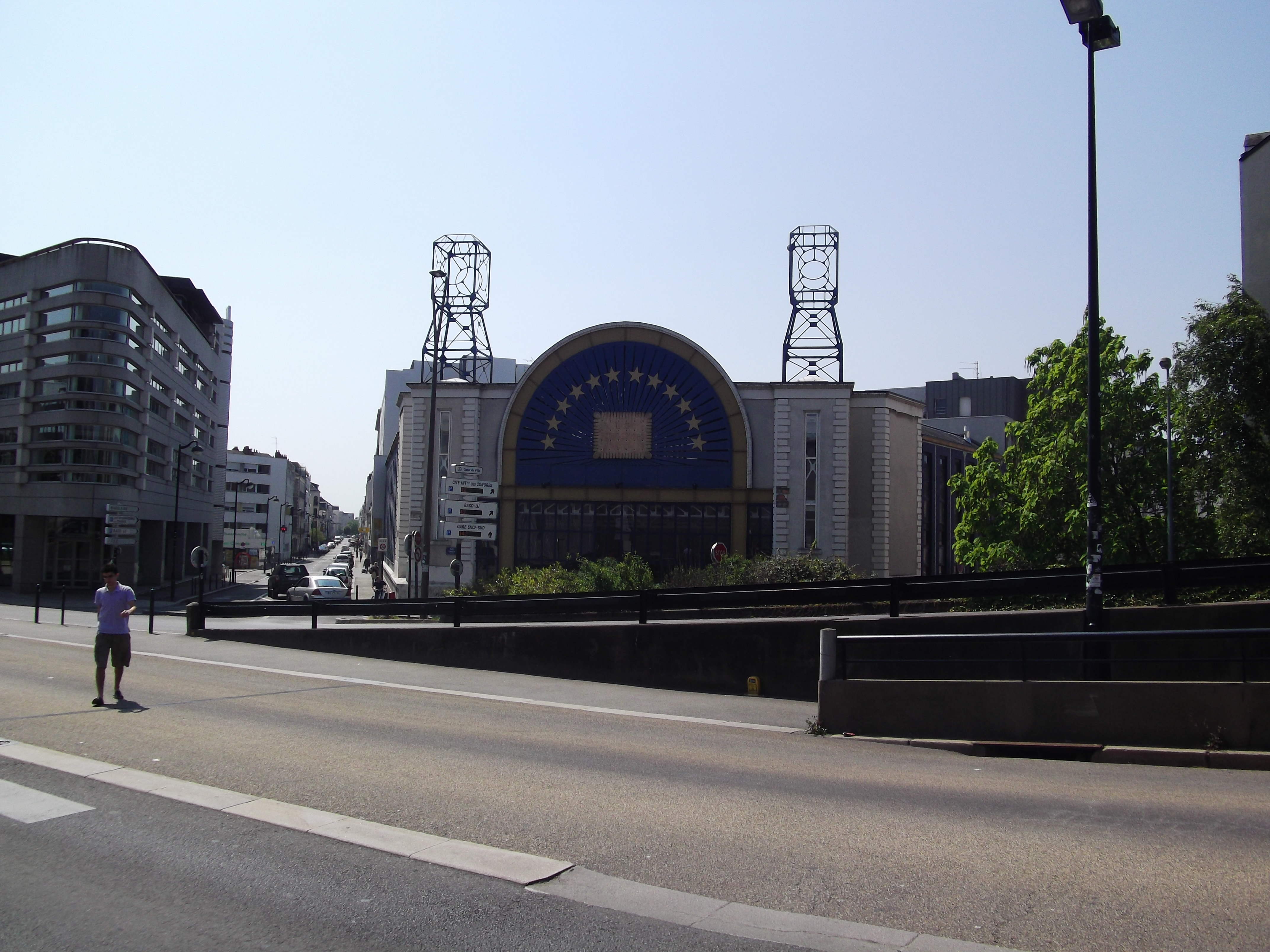
LU饼干厂旧厂房
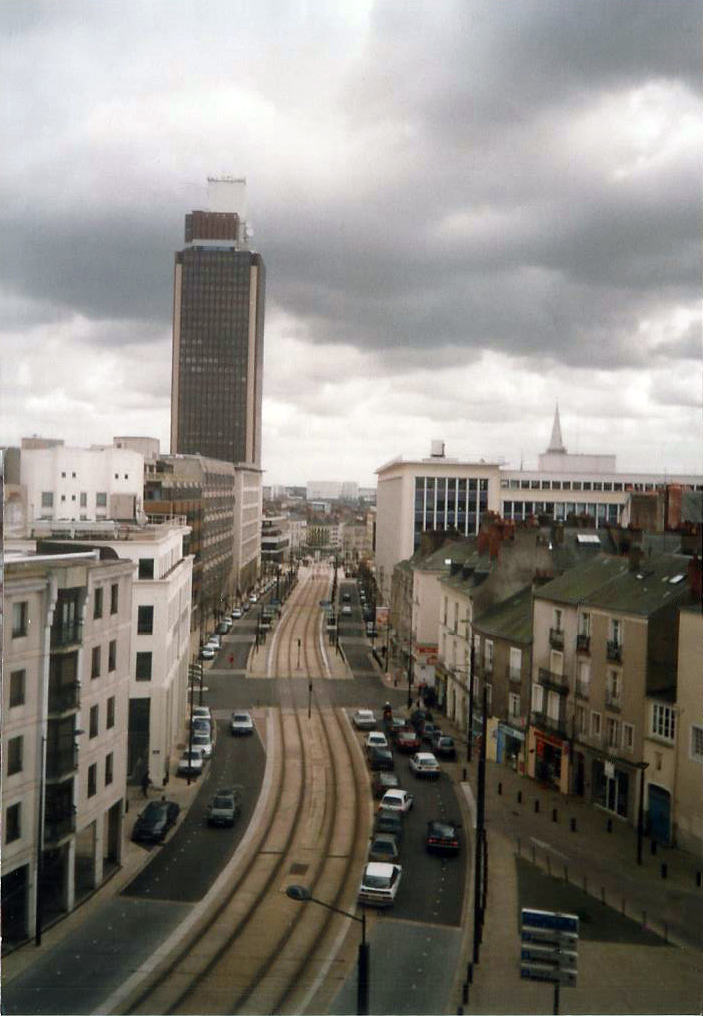
布列塔尼大厦（法语：Tour Bretagne）

### 旅游
南特地区是旅游事务由都会区负责管理，其在南特境内设有一处游客接待中心。2020年，南特境内共有51个宾馆共计2,779间房间，另有1个露营地，可容纳共159辆露营车。

### 宗教

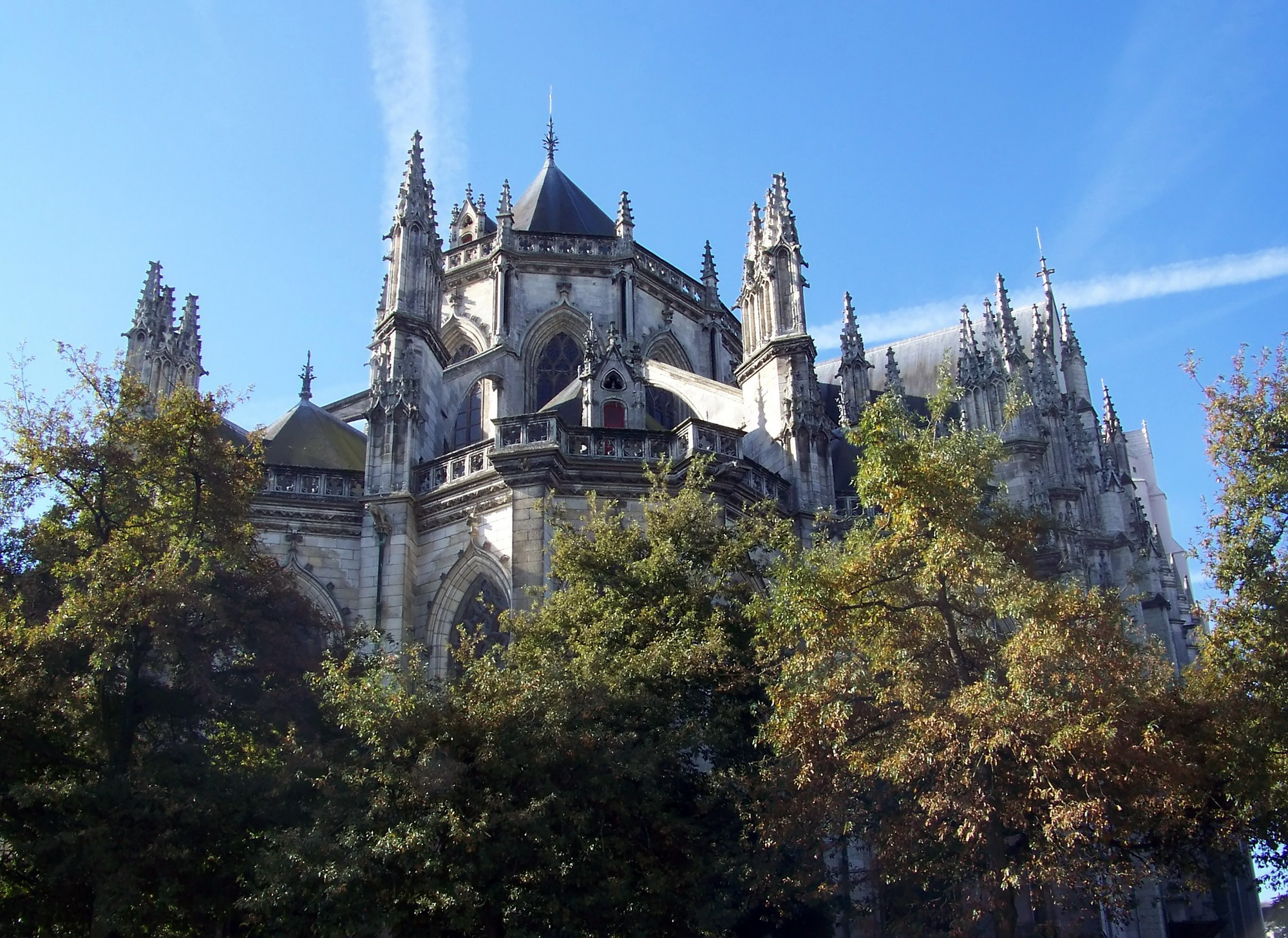
南特主教座堂

南特是天主教南特教区的首府，该教区下辖12个分区和70个堂区，其范围与大西洋卢瓦尔省重合。南特主教座堂，又称“南特圣伯多祿圣保禄主教座堂”（Cathédrale Saint-Pierre-et-Saint-Paul de Nantes），是南特的标志性建筑物，此外圣尼各老圣殿、港口圣母堂、圣多纳西安圣罗加蒂安圣殿和尚特奈圣马丁教堂亦为当地的重要天主教建筑。
南特也是重要的穆斯林聚集区，南特阿萨拉姆清真寺，又名“南特大清真寺”（Grand Mosquée de Nantes），建成于2012年，是当地规模最大的伊斯兰宗教建筑之一。
此外，南特境内还有一处犹太教堂和一个佛教文化活动中心。

### 媒体
法国主要的媒体均可在南特接收，法国电视三台下属的卢瓦尔河地区大区频道在部分时段播出南特所属区域的地方新闻。南特电视台成立于2004年，是当地主要的地方性电视台，覆盖区域包括整个大西洋卢瓦尔省以及旺代省的行政范围，亦可通过光纤在全法国范围内接收。

### 语言

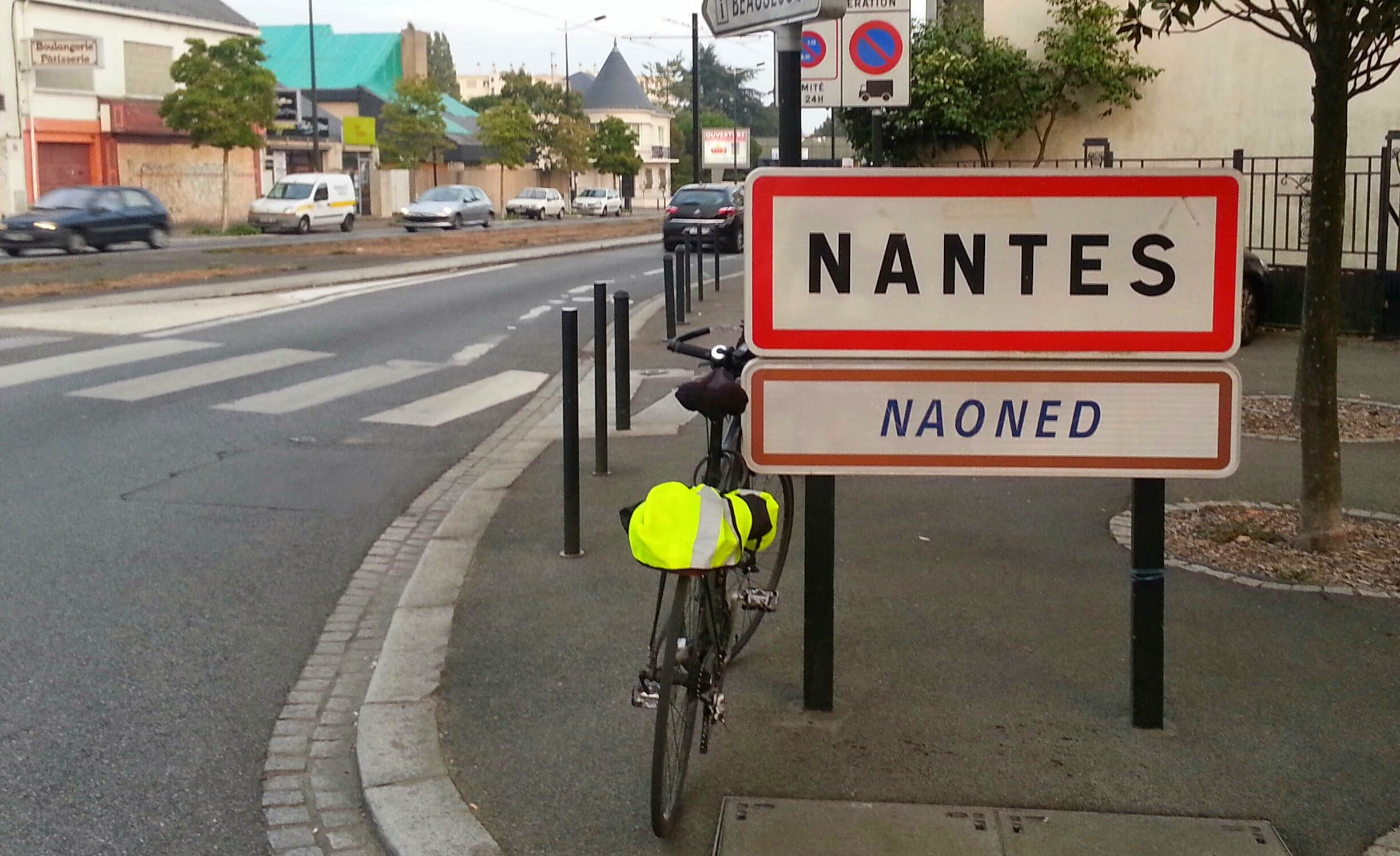
南特街头的双语路牌

作为布列塔尼历史区域的一部分，南特地区自中世纪中期至18世纪初通用布列塔尼语，自工业革命后逐渐被现代法语代替。二战后，法国政府积极保护布列塔尼语及其文化，并成立布列塔尼语促进组织，南特于2012年1月27日正式成为该组织成员。根据该机构2015年的统计，南特地区共有5所中小学开设有布列塔尼双语教学班，其学生数量占总人数的1.1%。

### 饮食
南特地区的常见饮食与法国大部分地区相似，地方性代表食物包括南特饼干、野苣沙拉、贝兰戈糖等。南特市区东部和南部是密斯卡岱葡萄酒主要产区。南特附近区域亦是法国重要的奶制品生产区，主要以鲜奶或流质奶的形式向全法国供应，而奶酪等加工产品则较为少见。截至2020年7月，南特境内共有19家餐厅被列入《米其林星级餐厅名单》。

## 相关人物
布列塔尼公爵阿尔蒂尔一世、王后安妮，法国文学家儒勒·凡尔纳、政治家阿里斯蒂德·白里安和歌手克莉丝汀和皇后均出生于南特。

## 友好城市
截至2020年7月，南特共与10座城市互为友好城市关系：

- 德国 萨尔布吕肯
- 第比利斯
- 美国 西雅图
- 美国 杰克逊维尔

| - 中国 青岛市 - 日本 新潟市 - 順天市 - 羅馬尼亞 克卢日-纳波卡 - 南非 德班 |

### 分类资料
历史类
1. ↑  Histoire de Nantes, Nantes tire son nom du peuple «Namnète», peuple celte qui a fondé la ville.（法文）
2. ↑  Alice Develey. . lefigaro.fr. 2017-04-04  [2020-07-24]. （原始内容存档于2020-06-13） （法语）.
3. ↑  Jacques Santrot. . Rennes: Presses universitaires de Rennes. 2008: p55–97  [2020-07-21]. （原始内容存档于2020-07-22） （法语）.
4. ↑  希腊语原文如下：[Ὁ δὲ Λείγηρ μεταξὺ Πικτόνων τε καὶ Ναμνιτῶν ἐκβάλλει. Πρότερον δὲ Κορβιλὼν ὑπῆρχεν ἐμπόριον ἐπὶ τούτῳ τῷ ποταμῷ, περὶ ἧς εἴρηκε Πολύβιος, μνησθεὶς τῶν ὑπὸ Πυθέου μυθολογηθέντων, ὅτι Μασσαλιωτῶν μὲν τῶν συμμιξάντων Σκιπίωνι οὐδεὶς εἶχε λέγειν οὐδὲν μνήμης ἄξιον, ἐρωτηθεὶς ὑπὸ τοῦ Σκιπίωνος περὶ τῆς Βρεττανικῆς, οὐδὲ τῶν ἐκ Νάρβωνος οὐδὲ τῶν ἐκ Κορβιλῶνος, αἵπερ ἦσαν ἄρισται πόλεις τῶν ταύτῃ, Πυθέας δ' ἐθάρρησε τοσαῦτα ψεύσασθαι.
Τῶν δὲ Σαντόνων πόλις ἐστὶ Μεδιολάνιον] 错误：{{Lang}}：無法辨識代碼 gre（帮助）
5. ↑  Gérard Coulon. . Paris: Errance. 2006: p21. ISBN 2-87772-331-3 （法语）.
6. ↑  Henri de Berranger. . Paris: Les Éditions de Minuit. 1975: 300p. ISBN 2-7073-0061-6 （法语）.
7. ↑  Histoire de Nantes, Clovis prend la ville en 490 et affirme la domination des Francs（法文）
8. ↑  Régine Le Jan. . Paris: Publication de la Sorbonne. 1995: p441. ISBN 2859442685 （法语）.
9. ↑  André Chédeville et Hubert Guillotel. . Rennes: éditions Ouest-France. 1984: 423p. ISBN 2-85882-613-7 （法语）.
10. ↑  Noël-Yves Tonnerre. . Angers: Presses de l'Université d'Angers. 1994. ISBN 978-2903075583 （法语）.
11. ↑  Jean-Claude Meuret. . Laval: Société d'archéologie et d'histoire de la Mayenne. 1993: 656p. ASIN B009P5H9LO （法语）.
12. ↑  Périn (Patrick) et Feffer (Laure-Charlotte). . Rouen: Musées départementaux de la Seine-Maritime. 1985: 471p. ISBN 2-902093-03-9 （法语）.
13. ↑  Jean-Christophe Cassard. . Quintin: Éditions Jean-Paul Gisserot. 1996: 120p. ISBN 978-2877472142 （法语）.
14. ↑  Hubert Guillotel. . Rennes: Presses universitaires de Rennes. 2014: 598p. ISBN 978-2753534988 （法语）.
15. ↑  Gérard Emptoz. . Rennes: Presses universitaires de Rennes. 2002: 352p. ISBN 2868477259 （法语）.
16. ↑  Jean-Pierre Leguay. . . Ouest-France Université. 1992: 435p. ISBN 2737321875 （法语）.
17. ↑  Pierre Lelièvre. . Paris: Éditions Picard. 1988: 295p. ISBN 2-7084-0351-6 （法语）.
18. ↑  herodote.net. . herodote.net. 2019-04-30  [2020-07-24]. （原始内容存档于2020-05-08） （法语）.
19. ↑  Alain Croix. . Rennes: Presses universitaires de Rennes. 2007: 416p. ISBN 978-2-7535-0419-6 （法语）.
20. ↑  Bernard MICHON.  (PDF). CNRS. 2007  [2020-07-24]. （原始内容 (pdf)存档于2016-03-03） （法语）.
21. ↑  Armel de Wismes. . Éditions France-Empire. 1992: 232p. ISBN 2-7048-0694-2 （法语）.
22. ↑  assemblee-nationale.fr.  (pdf). assemblee-nationale.fr. 1831-03-04  [2020-07-24]. （原始内容存档 (PDF)于2016-03-03） （法语）.
23. ↑  Yannick Guin. . Laval: Éditions Siloë. 1993: 191p. ISBN 2-908924-26-9 （法语）.
24. ↑  Jacques Hussenet. . La Roche-sur-Yon: Éditions du Centre vendéen de recherches historiques. 2007: 634p. ISBN 978-2-911253-34-8 （法语）.
25. ↑  Denis Hannotin. . Éditions SPM. 2019-07-05: 232p. ISBN 978-2-917232-95-8 （法语）.
26. ↑  Yves Broncard. . sélection du Reader's Digest. 1997. ISBN 978-2-7098-0889-7 （法语）.
27. ↑  numerique.culture.fr. . numerique.culture.fr.   [2020-07-24]. （原始内容存档于2020-07-22） （法语）.
28. ↑  Noël Guillet. . Nantes: Association Doulon-histoire. 2000: 194p. ISBN 2-908289-19-9 （法语）.
29. ↑  Histoire de Nantes, Afin de faciliter la circulation mais également pour maitriser les crues et  assainir l’environnement urbain, les comblements ont lieu dans les années 20 et 30（法文）
30. ↑  Chantal Cornet. . Montreuil-Bellay: Éditions CMD. 1996: 92p. ISBN 2-909826-37-6 （法语）.
31. ↑  Histoire de Nantes, Mais ces bombardements, menées les 16 et 23 septembre 1943 font 1463 civils tués et des milliers de sans-abris.（法文）
32. ↑  ec.europa.eu. . ec.europa.eu.   [2020-07-24]. （原始内容存档于2020-04-08） （英语）.
33. ↑  André Péron. . Quimper: Éditions Ressac. 1985: 32p. ISBN 2-904966-06-4 （法语）.

地理类
1. ↑  BRGM. . brgm.fr.   [2020-07-24]. （原始内容存档于2017-04-23） （法语）.
2. ↑  insee.fr. . insee.fr.   [2020-07-24]. （原始内容存档于2018-07-24） （法语）.
3. ↑  sig.ville.gouv.fr. . sig.ville.gouv.fr.   [2020-07-24]. （原始内容存档于2020-07-21） （法语）.
4. ↑  collectivites-locales.gouv.fr. . collectivites-locales.gouv.fr.   [2020-07-24]. （原始内容存档于2017-08-03） （法语）.
5. ↑  metropole.nantes.fr. . metropole.nantes.fr.   [2020-07-24]. （原始内容存档于2020-06-22） （法语）.
6. ↑  aleop.paysdelaloire.fr. . aleop.paysdelaloire.fr.   [2020-07-24]. （原始内容存档于2020-05-10） （法语）.
7. ↑  TER Pays-de-la-loire. . ter.sncf.fr.   [2020-07-24]. （原始内容存档于2019-08-13） （法语）.
8. ↑  tan.fr. . tan.fr.   [2020-07-24]. （原始内容存档于2020-07-14） （法语）.
9. ↑  Cassini. . cassini.ehess.fr.   [2020-07-24]. （原始内容存档于2012-03-10） （法语）.
10. ↑  loire-atlantique.gouv.fr (编). . loire-atlantique.gouv.fr. 2014-10-21  [2020-07-24]. （原始内容存档于2019-12-02） （法语）.
11. ↑  Dominique Barreau (编). . cairn.info. 2014-04  [2020-07-24]. （原始内容存档于2018-06-03） （法语）.
12. ↑  ecosnantes.org (编). . ecosnantes.org.   [2020-07-24]. （原始内容存档于2020-01-20） （法语）.
13. ↑  data.nantesmetropole.fr (编). . data.nantesmetropole.fr.   [2020-07-24]. （原始内容存档于2021-10-09） （法语）.
14. ↑  plum.nantesmetropole.fr (编). . plum.nantesmetropole.fr.   [2020-07-24]. （原始内容存档于2016-12-31） （法语）.

社科类
1. ↑  ouest-france.fr. . ouest-france.fr. 2017-06-29  [2020-07-24]. （原始内容存档于2017-07-01） （法语）.
2. ↑  paysdelaloire.fr. . paysdelaloire.fr.   [2020-07-24]. （原始内容存档于2020-07-08） （法语）.
3. ↑  data.sncf.com (编). . data.sncf.com.   [2020-07-24]. （原始内容存档于2021-01-06） （法语）.
4. ↑  aeroport.fr (编). . aeroport.fr.   [2020-07-24]. （原始内容存档于2017-09-18） （法语）.
5. ↑  francetvinfo.fr (编). . francetvinfo.fr.   [2020-07-24]. （原始内容存档于2018-09-15） （法语）.
6. ↑  lemonde.fr (编). . lemonde.fr. 2018-01-17  [2020-07-24]. （原始内容存档于2020-04-24） （法语）.
7. ↑  20minutes.fr. . 20minutes.fr. 2016-11-14  [2020-07-24]. （原始内容存档于2019-12-10） （法语）.
8. ↑  20minutes.fr. . 20minutes.fr. 2020-02-27  [2020-07-24]. （原始内容存档于2020-06-14） （法语）.
9. ↑  metropole.nantes.fr. . metropole.nantes.fr.   [2020-07-24]. （原始内容存档于2020-06-21） （法语）.
10. ↑  imarguerite.com. . imarguerite.com.   [2020-07-24]. （原始内容存档于2020-06-08） （法语）.
11. ↑  Patrick Thibault. . Nantes: Éditions C.M.D. 1998: 109p. ISBN 2-909826-76-7 （法语）.
12. ↑  pnpapetier.com (编). . pnpapetier.com.   [2020-07-24]. （原始内容存档于2020-07-22） （法语）.
13. ↑  airbus.com (编). . airbus.com.   [2020-07-24]. （原始内容存档于2020-07-23） （法语）.
14. ↑  nantesstnazaire.cci.fr (编). . nantesstnazaire.cci.fr.   [2020-07-24]. （原始内容存档于2020-07-22） （法语）.
15. ↑  JDN (编). . journaldunet.fr.   [2020-07-24]. （原始内容存档于2020-07-21） （法语）.
16. ↑  JDN (编). . journaldunet.fr.   [2020-07-24]. （原始内容存档于2020-07-22） （法语）.
17. ↑  JDN (编). . journaldunet.fr.   [2020-07-24]. （原始内容存档于2020-07-22） （法语）.
18. ↑  . linternaute.com.   [2020-07-24]. （原始内容存档于2020-07-22） （法语）.
19. ↑  chu-nantes.fr. . chu-nantes.fr.   [2020-07-24]. （原始内容存档于2020-07-22） （法语）.
20. ↑  metropole.nantes.fr. . metropole.nantes.fr.   [2020-07-24]. （原始内容存档于2020-06-20） （法语）.
21. ↑  . linternaute.com.   [2020-07-24]. （原始内容存档于2020-07-22） （法语）.
22. ↑  . linternaute.com.   [2020-11-22]. （原始内容存档于2020-07-22） （法语）.
23. ↑  linternaute (编). . linternaute.   [2020-07-24]. （原始内容存档于2020-07-21） （法语）.
24. ↑  linternaute (编). . linternaute.   [2020-07-24]. （原始内容存档于2021-10-09） （法语）.
25. ↑  demarchesadministratives.fr. . demarchesadministratives.fr.   [2020-07-24]. （原始内容存档于2021-10-09） （法语）.
26. ↑  demarchesadministratives.fr. . demarchesadministratives.fr.   [2020-07-24]. （原始内容存档于2021-10-09） （法语）.
27. ↑  pompiercenter.com. . pompiercenter.com.   [2020-07-24]. （原始内容存档于2016-04-24） （法语）.
28. ↑  . linternaute.com.   [2020-07-24]. （原始内容存档于2020-07-21） （法语）.

文化类
1. ↑  20minutes.fr. . 20minutes.fr. 2010-01-07  [2020-07-24]. （原始内容存档于2016-03-13） （法语）.
2. ↑  Académie de Nantes (编). . ac-nantes.fr.   [2020-07-24]. （原始内容存档于2020-06-19） （法语）.
3. ↑  . linternaute.com.   [2020-07-24]. （原始内容存档于2020-07-21） （法语）.
4. ↑  . lexpress.fr.   [2020-07-24]. （原始内容存档于2017-10-17） （法语）.
5. ↑  . villedata.fr.   [2020-07-24]. （原始内容存档于2020-07-21） （法语）.
6. ↑  . letudiant.fr.   [2020-07-24]. （原始内容存档于2019-12-21） （法语）.
7. ↑  最初创办于1480年，于法国大革命期间关闭
8. ↑  隶属于南特大学
9. ↑  隶属于南特大学
10. ↑  其前身为1990年创建的南特国立高等矿业学校
11. ↑  FÉDÉRATION FRANÇAISE DE FOOTBALL (编). . fff.fr.   [2020-07-24]. （原始内容存档于2020-07-06） （法语）.
12. ↑  FC NANTES (编). . fcnantes.com.   [2020-07-24]. （原始内容存档于2020-06-21） （法语）.
13. ↑  FÉDÉRATION FRANÇAISE DE RUGBY (编). . ffr.fr.   [2020-07-24]. （原始内容存档于2021-10-09） （法语）.
14. ↑  Christophe Boucher (dir.), Jean-Louis Kerouanton (dir.) et Conseil d'architecture, d'urbanisme et de l'environnement de Loire-Atlantique (photogr. Bernard Renoux). . Nantes: Éditions Coiffard. 2006: 224p. ISBN 2-910366-72-3 （法语）.
15. ↑  diocese44.fr (编). . diocese44.fr.   [2020-07-24]. （原始内容存档于2020-05-20） （法语）. Le diocèse de Nantes est divisé en 12 zones pastorales regroupant 70 paroisses. Chaque paroisse comprend également plusieurs clochers.
16. ↑  nantes-tourisme.com (编). . nantes-tourisme.com.   [2020-07-24]. （原始内容存档于2020-07-20） （法语）.
17. ↑  Jean-Luc Flohic. . Charenton-le-Pont: Flohic éditions. 1999: 1383p. ISBN 2-84234-040-X （法语）.
18. ↑  mosquee-de-nantes.com (编). . mosquee-de-nantes.com.   [2020-07-24]. （原始内容存档于2020-01-19） （法语）.
19. ↑  soka-bouddhisme.fr (编). . soka-bouddhisme.fr.   [2020-07-24]. （原始内容存档于2020-02-07） （法语）.
20. ↑  France 3 Pays-de-la-loire (编). . france3-regions.francetvinfo.fr.   [2020-07-24]. （原始内容存档于2020-07-22） （法语）.
21. ↑  telenantes.com (编). . telenantes.com.   [2020-07-24]. （原始内容存档于2020-06-08） （法语）.
22. ↑  Jean Le Dû. . CRBC / UBO. 2001: p454. ISBN 2-901737-49-8 （法语）.
23. ↑  fr.brezhoneg.bzh (编). . fr.brezhoneg.bzh.   [2020-07-24]. （原始内容存档于2019-12-01） （法语）.
24. ↑  fr.brezhoneg.bzh (编). . fr.brezhoneg.bzh.   [2020-07-24]. （原始内容存档于2019-01-07） （法语）.
25. ↑  bateaux-nantais.fr. . bateaux-nantais.fr.   [2020-07-24]. （原始内容存档于2021-10-09） （法语）.
26. ↑  Michel Mastrojanni. . Paris: Editions Solar. 1982. ISBN 2-7242-1454-4 （法语）.
27. ↑  pays-de-la-loire.chambres-agriculture.fr.  (pdf). pays-de-la-loire.chambres-agriculture.fr.   [2020-07-24]. （原始内容存档 (PDF)于2021-03-24） （法语）.
28. ↑  restaurant.michelin.fr. . restaurant.michelin.fr.   [2020-07-24]. （原始内容存档于2022-03-07） （法语）. 19 Restaurants trouvés
29. ↑  lebonbon.fr. . lebonbon.fr. 2020-07-16  [2020-07-24]. （原始内容存档于2021-10-09） （法语）.

### 综合资料
1. 1 2 3 4  communes.com. . communes.com.   [2020-07-24]. （原始内容存档于2020-06-20） （法语）.
2. 1 2 3 4 5 6 7 8 9 10 11 12 13 14 15 16 17 18 19 20 21  Géoportail. . Géoportail.   [2020-07-24]. （原始内容存档于2017-01-29） （法语）.
3. 1 2 3 4 5 6 7 8 9 10  Paul Bois. . Toulouse: Privat. 1984: 477p. ISBN 978-2708947177 （法语）.
4. 1 2  . infoclimat.fr.   [2020-07-24]. （原始内容存档于2020-07-21） （法语）.
5. 1 2  . linternaute.com.   [2020-07-24]. （原始内容存档于2020-07-21） （法语）.
6. 1 2  Le Monde (编). . lemonde.fr.   [2020-07-24]. （原始内容存档于2020-06-04） （法语）.
7. 1 2 3  . linternaute.fr.   [2020-07-24]. （原始内容存档于2020-03-05） （法语）.
8. 1 2  Manageo (编). . manageo.fr.   [2020-07-24]. （原始内容存档于2020-06-20） （法语）.
9. 1 2 3 4  FHF. . etablissements.fhf.fr.   [2020-07-24]. （原始内容存档于2020-07-21） （法语）.
10. 1 2 3  . linternaute.com.   [2020-07-24]. （原始内容存档于2020-07-21） （法语）.
11. 1 2 3  . linternaute.com.   [2020-07-24]. （原始内容存档于2020-07-21） （法语）.